# Transgeschlechtlichkeit

Trans-Pride-Flagge, entworfen 2000 von Monica Helms

Transgeschlechtlichkeit (von lateinisch trans ,hinüber‘ ,jenseits‘; englisch transgender; adjektivisch transgeschlechtlich, kurz trans) oder Transidentität (von lateinisch identitas ,Wesenseinheit‘ ,Identität‘) bezeichnet bei Personen, dass ihre Geschlechtsidentität nicht oder nicht vollständig mit dem in der Regel anhand äußerer Merkmale vor oder unmittelbar nach der Geburt zugewiesenen Geschlecht übereinstimmt.
Transgeschlechtlichkeit ist ein Überbegriff für viele Personen, die sich dem queeren bzw. LGBT-Spektrum zuordnen. Sie ist unabhängig von sexueller Orientierung. Zum Überbegriff gehören binäre Transmenschen, beispielsweise Transfrauen und Transmänner, genauso wie nichtbinäre Transpersonen und allgemein eine Vielzahl an Personen, die ihre Geschlechtsidentität auf diverse Weise definieren. Menschen, die nicht trans sind, werden entsprechend als cisgeschlechtlich oder einfach cis bezeichnet.
Der Grad, zu dem Personen sich mit ihrer äußerlichen Erscheinung wohlfühlen und ihre authentische Identität annehmen, wird auch als Transgender-Kongruenz bezeichnet (englisch transgender congruence). Manche Transpersonen erleben Gender-Dysphorie, leiden also darunter, dass sie sich nicht mit dem Geschlecht identifizieren, das ihnen bei der Geburt zugewiesen wurde. Einige von ihnen streben deshalb medizinische Maßnahmen an, etwa Hormonersatztherapie und geschlechtsangleichende Operationen.

Transgeschlechtlichkeits-Symbol

Das heutige Verständnis von Transgeschlechtlichkeit ist wenige Jahrzehnte alt, und auch die älteren Konzepte der Transsexualität und des Transvestitismus reichen nur bis ins frühe 20. Jahrhundert zurück. In vielen Gesellschaften wurden Transpersonen von Zeitgenossen aufgrund ihrer Weigerung, in gesellschaftlich vorgeschriebene Geschlechterrollen zu passen, mit Argwohn betrachtet oder für unnatürlich bzw. psychisch krank gehalten.
Magnus Hirschfeld war ab etwa 1910 ein Pionier der Forschung an Transmenschen und deren medizinischer Behandlung, und darauf aufbauend wurde bis in die 1990er-Jahre Transgeschlechtlichkeit besonders unter den medizinischen Aspekten betrachtet. Um die Jahrtausendwende vollzog sich ein Paradigmenwechsel, da Transmenschen anfingen, sich nicht mehr durch das biologische Geschlecht und dessen Veränderungen zu definieren, sondern durch die Geschlechtsidentität und deren Ausdruck. Zur gleichen Zeit, teilweise bereits seit den 1970er-Jahren, verbesserte sich in vielen Ländern die rechtliche und soziale Situation von Transpersonen. Allerdings ist seit 2020 in manchen Regionen wie den Vereinigten Staaten und dem Vereinigten Königreich ein erneutes Aufkommen von Transfeindlichkeit (Transphobie) zu beobachten.

## Begriffe

### Identitäten
Seit im Zuge der Aufklärung ein Diskurs zur „Sexualität“ begann, war er bis weit in die 1970er Jahre bestimmt durch einen biologistisch-essentialistischen Ansatz, nach der sexuelle Kategorien biologisch veranlagt sowie kultur- und geschichtsübergreifend anwendbar seien.
Michel Foucaults Der Wille zum Wissen sorgte ab 1977 für eine Verschiebung hin zu einem konstruktivistischen Modell. Demnach konstituierte sich Sexualität als kulturelles und soziales Identitätskonzept erst im 19. Jahrhundert, zuvor habe es auch noch keine Begriffe gegeben, die wie die heutigen „heterosexuell“, „trans“, „schwul“ oder „lesbisch“ geeignet waren, entsprechende Selbstverständnisse zu benennen. Seither werden sexuelle und geschlechtliche Identitäten als Konstruktionen begriffen, die Mitte des 19. Jahrhunderts ihren Anfang nahmen. Damit legte Foucault den Grundstein zur Entwicklung der Queer-Theorie ab den 1990er Jahren, nach der die Konstruktion binärer Geschlechtlichkeit nur eine von vielen gleichberechtigten und gleichursprünglichen Konzeptionen von Sexualität ist und daher hinterfragt werden kann. Damit wurde die Grundlage für ein weiteres Verständnis von Transidentitäten geschaffen.
Dieses Verständnis ist im 21. Jahrhundert aus den Queer Studies insbesondere der USA zunehmend herausgefordert worden. Während aktivistische Historikerinnen wie z. B. Susan Stryker auf essentialistische Konzepte zurückgriffen, nutzten z. B. Clare Sears oder Scott Larson den Begriff transgender stattdessen als analytischen Rahmen abseits biographischer Fragen. Auch Literaturwissenschaftlerinnen wie Carolyn Dinshaw oder Valerie Traub entwickelten Theorien zugunsten historischer Kontinuitäten. Solche Ausdehnungen des Begriffs führen in der Regel dazu, dass der Horizont von der Nachkriegszeit bis zur Mitte des 19. Jahrhunderts wieder mit in den Blick genommen wird. Eine nachhaltige Resonanz hin zu einem neuen Paradigmenwechsel ist bisher keinem dieser Ansätze gelungen.

### Grundlagen
Der Ausdruck transgeschlechtlich war ursprünglich eine Bezeichnung für Menschen, die sich mit ihrem ursprünglichen biologischen Geschlecht nur teilweise oder gar nicht identifizieren und ihr biologisches Geschlecht als nicht übereinstimmend oder falsch empfinden. Dieses bei der Geburt zugewiesene Geschlecht wird im Englischen mit den Begriffen birth-assigned gender bzw. der Abkürzung AGAB (assigned gender at birth) bezeichnet, um es vom eigentlichen Geschlecht (Geschlechtsidentität) zu unterscheiden.
Transmänner sind Personen, denen nach ihrer Geburt meist das weibliche Geschlecht zugewiesen wurde (englisch assigned female at birth, AFAB), die sich jedoch als Mann identifizieren; Transfrauen sind Personen, die sich trotz der Feststellung des meist männlichen Geburtsgeschlechts (assigned male at birth, AMAB) als Frau identifizieren. Während sich manche Transpersonen eindeutig mit einem einzelnen Geschlecht identifizieren, lehnen andere jede eindeutige Form einer Geschlechtszuweisung oder -kategorisierung für sich ab.
Weiterhin identifizieren sich manche Transpersonen mit einem der beiden binären Geschlechter Mann und Frau, während sich andere nichtbinär einem weiteren oder gar keinem Geschlecht zuordnen. Die weiter gefassten Bezeichnungen transmaskulin und transfeminin schließen auch nichtbinäre Personen ein, die sich nur teilweise mit einem der beiden vorherrschenden Geschlechter identifizieren.
In der Vergangenheit entstanden verschiedene Begriffe, um Transgeschlechtlichkeit und ihre Aspekte zu beschreiben, die nicht immer synonym sind. Teilweise handelt es sich dabei um Selbstbeschreibungen von Transpersonen, teilweise wurden die Begriffe von Außenstehenden erdacht. Der Gebrauch der Bezeichnungen trans und transgender/transgeschlechtlich zeigt eine Abkehr von dem in Rechtsprechung und Gesetzgebung lange Zeit vorherrschenden, auf körperliche Eindeutigkeit fokussierten Konzept der Transsexualität, das im Kontext der Medizin und Sexualforschung der 1970er-Jahre geprägt wurde und durch diesen medizinischen Hintergrund als pathologisierend wahrgenommen werden konnte.
Diese Verschiebung der Präferenz von Bezeichnungen, die das biologische Geschlecht betonten (transsexuell) hin zu Bezeichnungen, die Geschlechtsidentität und -ausdruck betonen (transgender, trans* Personen), reflektiert einen Paradigmenwechsel im Selbstverständnis von Transpersonen. Die Wahl der Bezeichnung, der Name und das Pronomen sollen allein der betreffenden Person überlassen werden.
Allen Begriffen gemein ist das Präfix trans, das als lateinische Präposition „hinüber, jenseits“ bedeutet. Es beschreibt den Umstand, dass Transpersonen sich „auf der anderen Seite“ des ihnen bei der Geburt zugewiesenen Geschlechts befinden, wobei diese andere Seite nicht unbedingt das jeweils andere binäre Geschlecht sein muss. Entsprechend erklärt sich die Verwendung des gegenteiligen Präfix cis mit der Bedeutung „auf der hiesigen Seite, diesseits“, das genau wie trans in vergleichbarer Weise in der Wissenschaft Anwendung findet (z. B. in der Chemie).

### Transvestismus
Der deutsche Arzt und Sexualforscher Magnus Hirschfeld prägte 1910 die Bezeichnung Transvestiten, damit war erstmals ein Begriff geschaffen, der Menschen umfasste, die in einer Differenz von biologischem Geschlecht und Selbstverständnis lebten. Seine Definition von Transvestit war noch erheblich weiter gefasst als spätere Definitionen des Begriffs, sie umfasste neben Menschen, die sich gelegentlich, regelmäßig oder ständig als Angehörige des anderen Geschlechts kleiden, auch transgeschlechtliche Phänomene. Für Menschen, die sich nicht einfach nur gegengeschlechtlich kleideten, sondern nach heutigem Verständnis transgeschlechtlich waren, verwendete er 1923 – in der letzten Ausgabe seines Jahrbuchs für sexuelle Zwischenstufen – den Begriff des seelischen Transsexualismus, eine geschlechtliche Variation, die er als Vorstufe des Hermaphroditismus ansah.

### Transsexualität, transsexuell
Das Wort transsexuell setzt sich aus den Bestandteilen Lateinisch trans und deutsch sexuell (von lateinisch sexus „Geschlecht“) zusammen. Der österreichische Philosoph Otto Weininger verwendete die Bezeichnung Transsexualität, um die „gegengeschlechtlichen“ Anteile eines Menschen zu beschreiben, die er in der Figur des Parsifal von Richard Wagner verkörpert sah. Transsexuell bedeutete für ihn alles nicht-männliche, auch Bücher, Politik, Wissenschaft und Kunst, was im Gegensatz stünde zum Sexuellen – für Weininger gleichbedeutend mit dem Phallus. Weininger führte in seinem Buch Geschlecht und Charakter an, dass auf Frauen nur das Sexuelle, nicht aber das Transsexuelle anziehend wirke. Weiningers Definitionen haben jedoch so gut wie nichts mit dem späteren Gebrauch des Begriffs Transsexualität zu tun.
Zeitweilig wurde David O. Cauldwell, der das Wort in seinem 1949 erschienenen Artikel Psychopathia transexualis aufgegriffen hatte, fälschlich als Urheber dieser Bezeichnung angesehen. Harry Benjamin, der Hirschfeld, dessen Publikationen und dessen Institut für Sexualwissenschaft kannte, griff die Bezeichnung 1953 in seinem Artikel Transvestism and Transsexualism im Zusammenhang mit dem Fall Christine Jorgensen wieder auf und etablierte ihn 1966 mit seinem Buch The Transsexual Phenomenon in der Sexualmedizin. In den Arbeiten von Cauldwell und Benjamin wurde die Bezeichnung Transsexualismus bereits in ihrer heutigen Bedeutung verwendet.
Transpersonen haben lange Zeit die Beschreibung als Transsexuelle übernommen und auch zur Selbstzuschreibung verwendet. Transsexualität hat jedoch nach heutigem Verständnis eine medizinische und pathologisierende Konnotation, die den anderen Dimensionen der Transgeschlechtlichkeit nicht gerecht wird.
Obwohl dies nicht beabsichtigt war, ist auch die fälschliche Assoziation mit Sexualität naheliegend. Aus diesen Gründen wurde der Begriff etwa seit Beginn der 2000er-Jahre zunehmend als diskriminierend zurückgewiesen und als Selbstbezeichnung abgelehnt. Nur Einzelpersonen bezeichnen sich selbst noch als transsexuell.
Manche Organisationen wie die Aktion Transsexualität und Menschenrecht oder transsexuelle Personen wie Buck Angel greifen bewusst den Begriff Transsexualität auf und grenzen ihn vom medizinisch-psychologischen Begriff Geschlechtsidentität bzw. neuen Begriffen wie transgender ab. Diese Strömung wird als Transsexuellenbewegung bezeichnet und unterscheidet sich von der allgemeinen Trans-Bewegung, die sich auf die Queer-Theorie beruft.
Die Ärztin und Historikerin Livia Prüll schrieb Anfang 2021, Transsexualität eigne sich nicht als Oberbegriff und transgender könne auch Personen beschreiben, die aus allen möglichen Gründen Geschlechtergrenzen überschreiten. Es wurde zwar vorgeschlagen, zwischen Transgender als Oberbegriff und Transsexualität für Formen mit persönlichem Leidensdruck und damit Krankheitswert zu differenzieren, dies hat sich aber in der Praxis nicht durchgesetzt. Inzwischen wird der Begriff ‘Transsexualität’ im deutschen wie auch englischen Sprachraum zunehmend durch inklusivere Begriffe wie ‘Transgender’ oder ‘trans*’ ersetzt. Dennoch findet sich der Begriff weiterhin in einigen medizinischen Publikationen, insbesondere aus den 2010er-Jahren.

### Transidentität, transident
Genau wie transgeschlechtlich ist transident ein umfassender Begriff, der auch Personen einschließt, die keine medizinischen Maßnahmen in Anspruch nehmen. Die Bezeichnung wurde 1984 nach Aussagen der Psychotherapeutin Inoszka Prehm und Cornelia Klein (bis 1998 die 1. Vorsitzende des von 1985 bis 2000 bestehenden Vereins Transidentitas) von mehreren informellen Mitgliedern einer Selbsthilfegruppe gleichen Namens aus Köln und Frankfurt am Main erdacht. Der Bekanntheitsgrad der Bezeichnung geht mit dieser Vereinsgründung und den Tagungen des Vereins in Frankfurt am Main in den Folgejahren einher.
Übernommen wurde die Bezeichnung von zahlreichen weiteren Autoren, Selbsthilfegruppen und Vereinen. Im französischen Sprachraum wird die Bezeichnung transidenté genutzt, auf europäischer Ebene wird in englischsprachigen Publikationen auch trans identity verwendet.

### Transgender, Transgeschlechtlich(keit)
Transgender ist ein Anglizismus, der in die deutsche Sprache übernommen wurde.
Der Psychiater John F. Oliven von der Columbia University gilt als der Erste, der diesen Begriff fachsprachlich verwendete, und zwar in seinem 1965 erschienenen Buch Sexual Hygiene and Pathology: A Manual for the Physician and the Professions. Die US-amerikanische Fernsehzeitschrift TV Guide verwendete 1970 erstmals den Begriff transgendered. Das Verständnis dieses Begriffs wurde in den 1970er-Jahren in den USA von Virginia Prince maßgeblich geprägt; sie gründete 1960 die Zeitschrift Transvestia und gab sie bis 1980 heraus. Sie bezeichnete sich selbst in dieser Zeit als heterosexueller Transvestit, um sich von homosexuellen und transsexuellen Personen abzugrenzen. Transgender sollte Menschen beschreiben, die die soziale Geschlechterrolle vollständig wechseln, allerdings anders als Transsexuelle (nach damaligem Verständnis) keine medizinischen Operationen anstreben.
Seit den 1980er-Jahren wird transgender zunehmend als genderpolitischer Oberbegriff gebraucht. Gleichzeitig und parallel mit der Ablösung der Bezeichnung Women’s Studies (Frauenforschung) durch Gender Studies (Geschlechterforschung) setzte sich in den USA auch die Bezeichnung transgenderist durch. In Europa hat ein breiterer öffentlicher Diskurs erst um 1995 begonnen.
Zwischen der Mitte der 1990er und den frühen 2000er Jahren waren die hauptsächlich unter transgender als Überbegriff benutzten Bezeichnungen für männliche Identitäten Frau-zu-Mann (FzM) und für weibliche Mann-zu-Frau (MzF). Diese Bezeichnungen wurden abgelöst für männliche Identitäten von Transmann und für weibliche Transfrau, mit der Nutzung des Adjektivs trans auch durch trans Mann und trans Frau. Der Online-Duden enthält transgender (und seine Kurzform trans) als undeklinierbares Adjektiv (transgender Personen) sowie seit Mitte 2021 auch als eigenständiges Substantiv (Transgender, der oder die).
Als Gegenteil zu transgender wurde ab den 1990er-Jahren die Bezeichnung cisgender (lateinisch cis „diesseits“ und englisch gender „soziales Geschlecht“) in die wissenschaftliche Diskussion eingebracht, später verkürzt zu cis (Cis-Mann, Cis-Frau, Cis-Personen). Die Bezeichnung entwickelte sich aus dem Ausdruck Zissexualität, der 1991 vom Sexualwissenschaftler Volkmar Sigusch geprägt wurde und Menschen bezeichnet, deren Geschlechtsidentität mit ihrem biologischen Geschlecht übereinstimmt.

### Trans, trans*
Die Verwendung des alleinstehenden Präfix trans entstand gegen Ende der 1990er-Jahre im englischen Sprachraum und hat sich dort neben transgender etabliert. Trans wird auch im deutschen Sprachraum verwendet, hier insbesondere wie in diesem Artikel als Adjektiv. Die Verwendung von „trans“ ist ein Versuch, möglichst inklusiv die Vielzahl der Begriffe (transgeschlechtlich, transgender, transident, transsexuell, aber auch Begriffe, die nicht mit „trans-“ beginnen) zusammenzufassen.
Das Adjektiv trans* verwendet das sogenannte Trans-Sternchen. Dies dient der Verdeutlichung, dass es eine Vielzahl an Begriffen gibt, die für trans*-Erfahrungen genutzt werden, und kein einzelnes Wort alle abdecken kann. Das Trans-Sternchen kann folglich auch für andere Trans-Begriffe verwendet werden, beispielsweise: Trans*Männer, Trans*Frauen, Trans*Personen. Auch wenn der Begriff zu den jüngsten gehört, verwenden eine Vielzahl an Vereinen und Plattformen im deutschsprachigen Raum „trans*“ standardmäßig.

### Abgrenzungen zu anderen Begriffen
Transgeschlechtlichkeit wird gelegentlich mit verschiedenen Begriffen verwechselt, die von Transgeschlechtlichkeit zu trennen sind:
- Transgeschlechtlichkeit ist keine sexuelle Identität; Transmenschen können die gesamte Bandbreite sexueller Präferenzen oder Orientierungen besitzen. Transgeschlechtlichkeit gehört jedoch zu den Begriffen LGBT bzw. queer.
- Intergeschlechtliche Menschen sind nicht notwendigerweise trans. Während Intergeschlechtlichkeit ein biologisch uneindeutiges Geburtsgeschlecht bedeutet, hat Transgeschlechtlichkeit keine inhärente biologische oder medizinische Dimension. Die Intersex Society of North America und einige Intersex-Forscher halten an einer strikten Unterscheidung von Inter- und Transgeschlechtlichkeit fest, während andere Wissenschaftler und Aktivisten die Parallelen und Verknüpfungen betonen.[65]
- Transvestitismus bezieht sich nur auf die geschlechtliche Assoziation der Kleidung einer Person, nicht aber auf deren eigentliche Geschlechtsidentität. Insbesondere unternehmen binäre Transpersonen, die sich entsprechend ihrem Geschlecht kleiden, keinen Transvestitismus. Ähnliches gilt für Travestie.

## Geschichte

### Vorgeschichte

#### Antike
Das Phänomen von Menschen, welche die Geschlechtsrolle wechselten, ist seit der Antike bekannt. Da es in historischen Zeiten keine Trans-Identität gab, werden Begriffe wie Transgeschlechtlichkeit oder verwandte Konzepte wie Transvestitismus hier in der Regel nicht oder nur eingeschränkt in deskriptiver Absicht auf Handlungen angewendet, ohne Identitäten zu postulieren. Solche „Transgender-Handlungen“ waren kontextabhängig mit Bedeutungen versehen, die von heutigen abweichen und stellten auch die bestehenden Geschlechtergrenzen nicht in Frage.

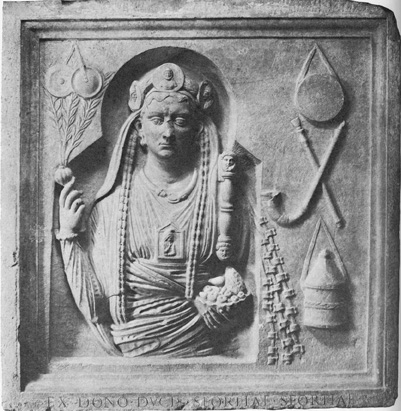
Gallus auf einem Relief aus Lanuvium, Mitte 2. Jahrhundert, Rom, Kapitolinische Museen

Geschlechterrollenwechsel gab es in der Antike besonders in einem religiös-priesterlichen Kontext. Dies scheint darauf hinzudeuten, dass die extreme Diskrepanz zwischen Seele und Körper und eventuell auch das eindeutige Durchscheinen und die Oberherrschaft der Seele durch eine eigentlich gegensätzliche körperliche Anlage bei manchen Betroffenen mit einem mysteriösen, göttlich-numinosen Wirken in Verbindung gebracht wurde.
In der griechischen Mythologie gibt es die Figur des Sehers Teiresias, der männlich geboren wurde, sieben Jahre lang als Frau und danach wieder als Mann lebte. Er sollte aufgrund seiner Erfahrungen die Streitfrage zwischen Zeus und Hera klären, wer bei der geschlechtlichen Liebe mehr Lust empfinde, was darauf hindeutet, dass Teiresias in beiden Geschlechtern sexuelle Erfahrungen gemacht hatte. Sein Urteil ärgerte Hera, die ihn erblinden ließ, woraufhin ihm Zeus eine siebenfache Lebensdauer verlieh.
Weitere Beispiele finden sich bei Religionen vorderasiatischer Göttinnen wie etwa Astarte, Inanna und besonders Kybele. Dabei wurden auch einfache körperliche Veränderungen wie Totalkastrationen im Jugendalter vorgenommen. Durch diese konnte nicht nur eine Vermännlichung verhindert werden, sondern bis zu einem gewissen Grade langfristig auch eine Verweiblichung stattfinden. Die Betroffenen lebten als Frauen (Kleidung, Frisur etc.). Die Religion der Kybele mit ihren teilweise geschlechtswechselnden Priesterinnen (Galloi) verbreitete sich in der Antike und Spätantike auch im römischen Reich, also auch in Europa. Allerdings wurde es unter Domitian zunächst unter Strafe gestellt, Sklaven zu kastrieren, unter Hadrian bei Todesstrafe verboten, Freie oder Unfreie zu kastrieren, auch nicht bei Einwilligung. Strafbedroht waren sowohl der durchführende Arzt als auch der einwilligende Kastrierte. Die Regelung wurde bis in die Spätantike immer wieder durch kaiserliche Erlasse bestätigt, unter Iustinian war die Tat mit der Talion bedroht. Dennoch verbreiteten sich Kult und zugehöriges Priesterwesen in der Spätantike.

#### Neuzeit (ca. 1500 bis 1900)

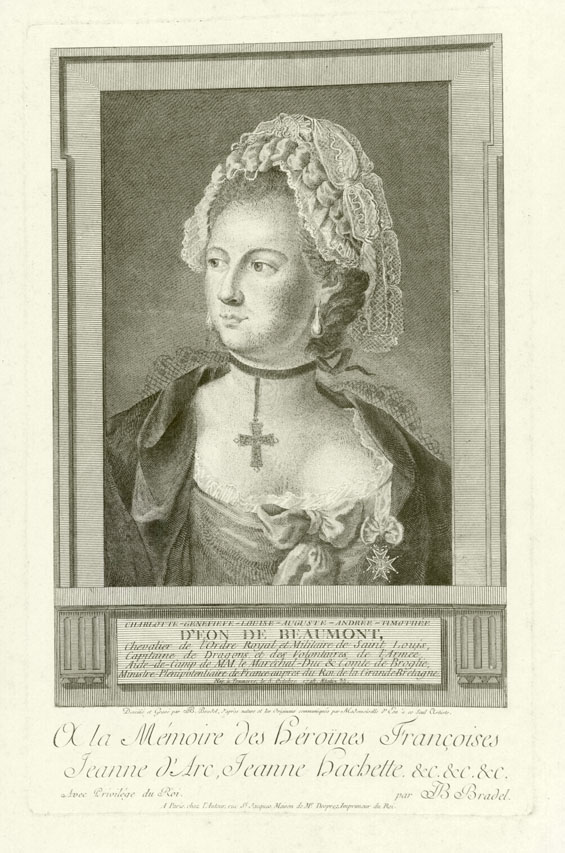
Die Chevalière Charlotte-Geneviève d’Éon de Beaumont, 1779, Stich von J. B. Bradel

Ein historisch bekannter Fall ist der Chevalier d’Éon (1728–1810), ein französischer Adliger, der in Frauenkleidern als Spion(in) Ludwigs XV. tätig war, anscheinend nie eine sexuelle Beziehung hatte und 1774 erklärte, eigentlich eine Frau zu sein, was auch nach einer medizinischen Begutachtung offiziell und amtlich bestätigt wurde. Nach dem Tode der Mademoiselle d’Éon entdeckte man jedoch durch eine Obduktion, dass sie doch körperlich männlich gewesen sei. Die Chevalière d’Éon inspirierte den Pionier der Sexualwissenschaften Havelock Ellis 1920 zur Bezeichnung Eonismus, noch bevor es die Bezeichnung Transgeschlechtlichkeit gab.

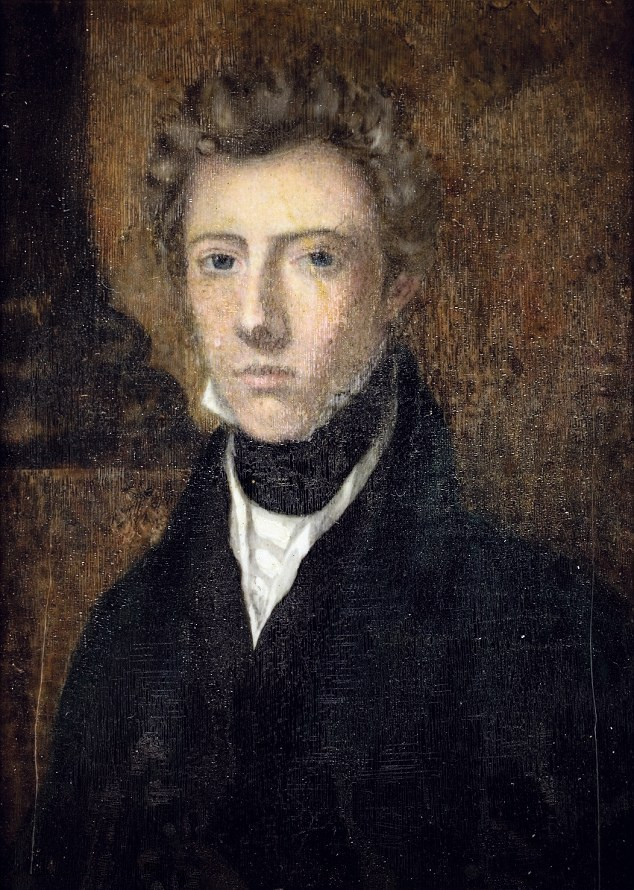
James Barry (ca. 1792–1865); Gemälde, ca. 1820er Jahre

Auch James Barry (ca. 1789–1865), der sein ganzes Erwachsenenleben seit 1809 als Mann lebte, Medizin studierte und eine Karriere als Chirurg und Militärarzt machte, war geschlechtswechselnd. Erst nach seinem Tode wurde entdeckt, dass sein Körper weiblich war. Nicht einmal sein Kollege und Hausarzt Major D. R. McKinnon hatte dies bemerkt, und Florence Nightingale fand Barry „[…] das härteste Geschöpf, das mir jemals begegnete“. Für den Fall seines Todes hatte James Barry die Anweisung gegeben, dass sein Leichnam in den Bettlaken beerdigt werden solle, ohne weitere Untersuchung und ohne einbalsamiert zu werden.
Barrys Lebensgeschichte blieb nach seinem Tod weiter präsent und wurde immer wieder in Romanen, Biographien und Filmen neu erzählt. In der Mehrheit wurde er dabei als cross-dressende Frau interpretiert und nicht als Transmann. Während der Hochzeit der Zweiten Frauenbewegung wurde er als Frau dargestellt, der es durch das cross-dressing gelungen sei, die Barrieren der Gesellschaft zu durchbrechen und ein selbstbestimmtes Leben zu leben.

### Trans-Geschichte ab dem 20. Jahrhundert

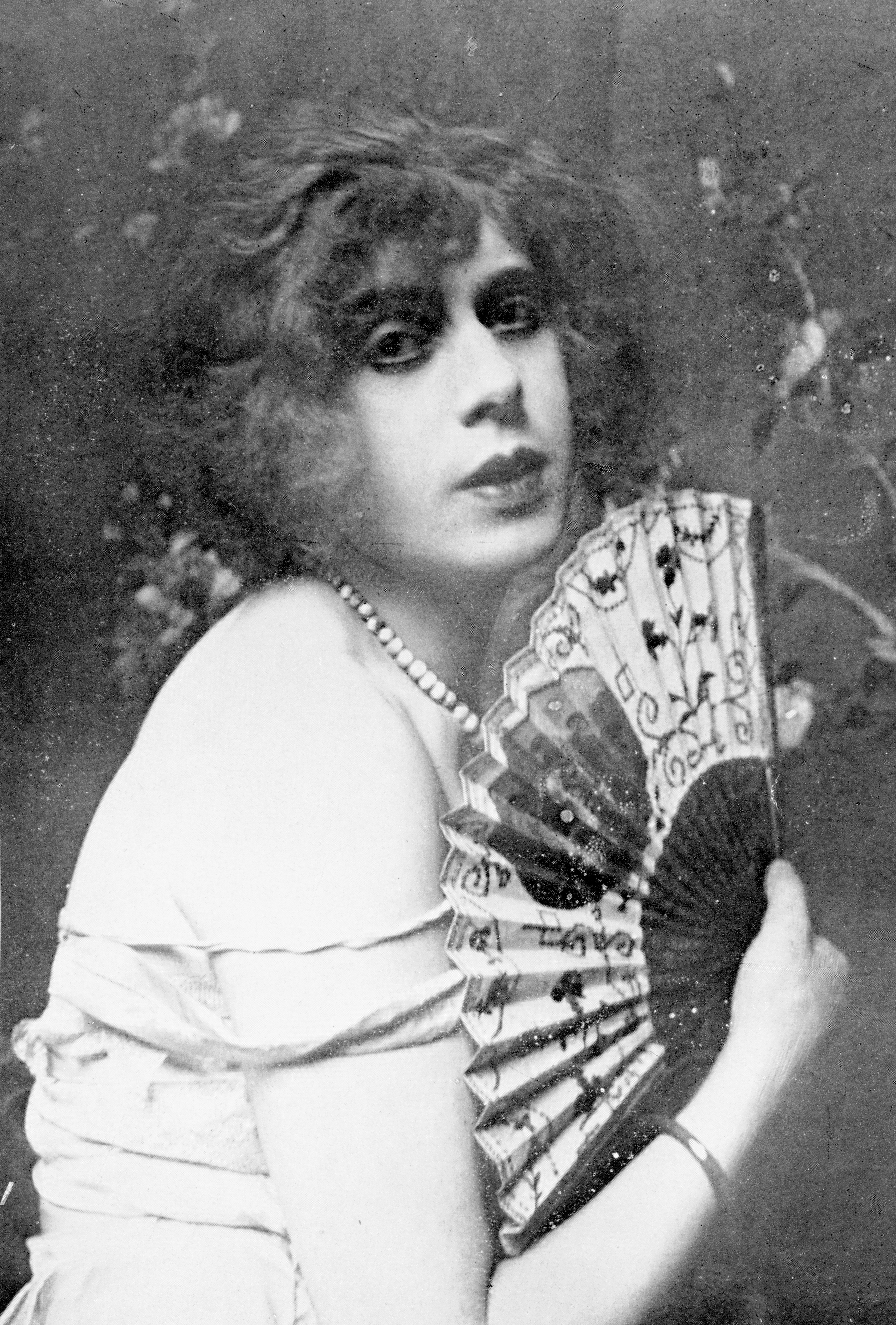
Lili Elbe, 1926

#### Die erste Transbewegung – Weimarer Republik
Im frühen 20. Jahrhundert wurde der Umgang mit Transgeschlechtlichkeit sowohl durch die Entstehung einer ersten Transbewegung wie auch medizinische Fortschritte geprägt, es entwickelten sich operative Techniken und hormonelle Therapieansätze. Auch rechtliche Fragen rückten mehr in den Fokus.
Mit der Prägung des Begriffes Transvestitismus 1910 und der Theorie der „Zwischenstufen“ hatte Magnus Hirschfeld ein theoretisches Gerüst bereitgestellt, das als Gerüst zur Formulierung einer eigenen Identität dienen konnte. Eine genaue Unterscheidung zwischen Cross-Dressern, Transsexualität, Intersexualität und Transgendern im heutigen Sinn gab es noch nicht, sie wurden zeitgenössisch unter dem Begriff Transvestiten zusammengefasst.
Seit Mitte der 1920er Jahre entwickelte sich aus der Homosexuellenbewegung eine eigene Bewegung von und für „Cross-Dresser“ und „Transpersonen“. In Zeitschriften erschienen bereits seit 1924 (Die Freundin) Artikel, Kolumnen und Beilagen, 1930 erschien mit Das 3. Geschlecht die erste Zeitschrift für Transvestiten, die in fünf Ausgaben bis zu ihrer Einstellung 1932 sich Themen rund um den „Transvestitismus“ widmete. Auch entstanden eigene Klubs und Transvestitenabende, sich speziell an diese Zielgruppe richteten. Ab 1928 gründeten sich – meist unter dem Dach größerer Organisationen wie dem Bund für Menschenrecht, dem Deutschen Freundschaftsverband oder dem Institut für Sexualwissenschaft – Transvestitengruppen, die sich der Anerkennung von Transvestiten in der Gesellschaft und der Beratung beim Umgang mit Behörden widmeten. Viele dieser Gruppen blieben klein oder waren kurzlebig, eine der erfolgreichsten war die 1930 am Institut für Sexualwissenschaft gegründete Vereinigung D’Eon. Wichtige Personen dieser Vereinigung waren Lotte Hahm, Maria Weis und Felix Abraham.

#### Erste Geschlechtsangleichungen
Auch Geschlechtsangleichungen mit befriedigenden Resultaten, zunächst bei MzF-Transgeschlechtlichkeit, wurden im 20. Jahrhundert möglich. Ab 1912 lassen sich genitalchirurgische Eingriffe nachweisen, bis Anfang der 1930er Jahre wurde rund ein Dutzend Fälle geschlechtsangleichender Operationen publiziert.
Die erste namentlich bekannte Transperson, die sich in mehreren Etappen zwischen 1922 und 1931 einer solchen Geschlechtsangleichung unterzog, war eine langjährige Patientin Magnus Hirschfelds und Hausangestellte am Berliner Institut für Sexualwissenschaft, Dora Richter (1892–nach 1939). Ihre Operationen wurden u. a. von Ludwig Levy-Lenz und Erwin Gohrbandt (1890–1965) durchgeführt. Kurz darauf operiert wurde Charlotte Charlaque, die später in die USA auswanderte und als Aktivistin aktiv war. Am bekanntesten ist wohl der Fall der dänischen Künstlerin Lili Elbe, die sich 1930/31 mehreren Operationen unterzog, zunächst in Berlin und später an der Frauenklinik in Dresden, wo an ihr von Kurt Warnekros auch weltweit erstmals eine Transplantation von Eierstöcken versucht wurde; sie starb an den Folgen dieser Operation. Lili Elbe war auf Grund von Untersuchungsberichten von Warnekros möglicherweise intergeschlechtlich, also nicht unbedingt trans. Die öffentliche Darstellung Vom Mann zur Frau – so die Titelseiten der Zeitungen und der Originaltitel ihres Buches –, suggerieren Transgeschlechtlichkeit nach modernen Maßstäben. Die angewandten Operationstechniken waren für die damalige Zeit eine beispielhafte Pionierleistung, wurden aber auf Grund der politischen Lage im Nazi-Deutschland vorerst nicht weiterentwickelt. Ein weniger bekannter Fall ist die Lebensgeschichte von Josef Wagner († 1944), der im Mai 1924 in Heidelberg operiert wurde und in späteren Jahren bei der 4. SS-Polizei-Panzergrenadier-Division diente.

#### Trans in der NS-Zeit
Mit der Machtergreifung der Nationalsozialisten wurde das Leben für Transpersonen nach der allmählichen Liberalisierung in der Weimarer Republik erneut schwieriger. Das Verhältnis des NS-Staats zu Transvestiten war jedoch uneinheitlich – so wurden einerseits weiterhin Transvestitenscheine ausgestellt und Namensänderungen gestattet und auch wenige geschlechtsangleichende Operationen sind belegt. Mindestens eine Person ist auch namentlich belegt als Mitglied der 4. SS-Polizei-Panzergrenadier-Division. Problematisch war es jedoch, dass Transvestiten sich einem generellen Verdacht auf Homosexualität ausgesetzt sahen, der Anlass zur Verfolgung bieten konnte. Auch sind Fälle belegt, in denen Transvestiten trotz Transvestitenscheins wegen „groben Unfugs“ oder „Erregung öffentlichen Ärgernisses“ verhaftet wurden und in einzelnen Fällen zu Gefängnisstrafen oder Haft in Konzentrationslagern verurteilt wurden.

#### Trans in der Schweiz
1930 ersuchte Niklaus Businger, Bürger von Stans, bei seinem Heimatkanton eine offizielle Änderung seines Geschlechtseintrags; er wollte weibliche Kleider tragen und einen weiblichen Namen. Nach Bescheid der Behörden reichten jedoch die festgestellten «abnormen weiblichen Einschläge im seelischen Empfinden» nicht aus für einen neuen Eintrag. Ein Jahr später hatte Businger sich die Hoden entfernen lassen und es wurde auch dank Unterstützung seines Psychiaters sowie nach juristischen Abklärungen beim Bund am 19. Oktober 1931 im Kanton Nidwalden die Geburtsurkunde abgeändert auf Margrit Businger, wobei aus dem «Sohn des Alois und der Anna Businger» deren Tochter wurde.

#### Trans nach dem Zweiten Weltkrieg
Seit den 1940er Jahren konnten Transmenschen in den USA eine Hormontherapie erhalten. Viele wurden ab dieser Zeit von Harry Benjamin betreut, einem Pionier auf diesem damals jungen Forschungsgebiet, der im Gegensatz zu den meisten seiner Kollegen Transpersonen nicht als psychisch Kranke ansah, sondern der Ansicht war, dass ihr körperliches Geschlecht tatsächlich von ihrer Geschlechtsidentität abweicht.
Der Fall Christine Jorgensen, eine der ersten weltweit bekannten Transfrauen, machte auch in der Medizin auf das Thema aufmerksam. Harry Benjamin veröffentlichte einen bedeutenden Artikel, der den Begriff der „Transsexualität“ endgültig etablierte. Viele Transmenschen erkannten erstmals durch die Bekanntheit von Jorgensen selbst, dass sie trans sind. So erhielt Christian Hamburger – einer der behandelnden Ärzte von Jorgensen – innerhalb weniger Monate so zahlreiche Briefe, dass er darüber einen Artikel veröffentlichte:

„Diese persönlichen Briefe von fast 500 zutiefst unglücklichen Menschen hinterlassen einen überwältigenden Eindruck. Eine tragische Existenz reiht sich an die andere; sie schreien nach Hilfe und Verständnis. Es ist niederschmetternd zu realisieren, wie wenig zu ihrer Hilfe getan werden kann. Man empfindet es als Pflicht, an die medizinische Profession und an die verantwortliche Legislative zu appellieren: Tut Euer Bestes, um die Existenz dieser Mitmenschen zu erleichtern, die der Möglichkeiten eines harmonischen und glücklichen Lebens beraubt sind – aber nicht durch ihre eigene Schuld.“

In den 1950er Jahren begann Georges Burou in Casablanca eine neue, bessere Operationsmethode für die Vaginoplastik zu entwickeln, die zum Vorbild für alle späteren Operateure bis zum heutigen Tag werden sollte. Berühmt wurde er 1958 durch die Französin Coccinelle, einer seiner ersten Patientinnen, die im Cabaret Le Carrousel in Paris arbeitete. Coccinelle wurde durch ihre Schönheit zu einer Galionsfigur und Ikone vieler anderer Transmenschen.

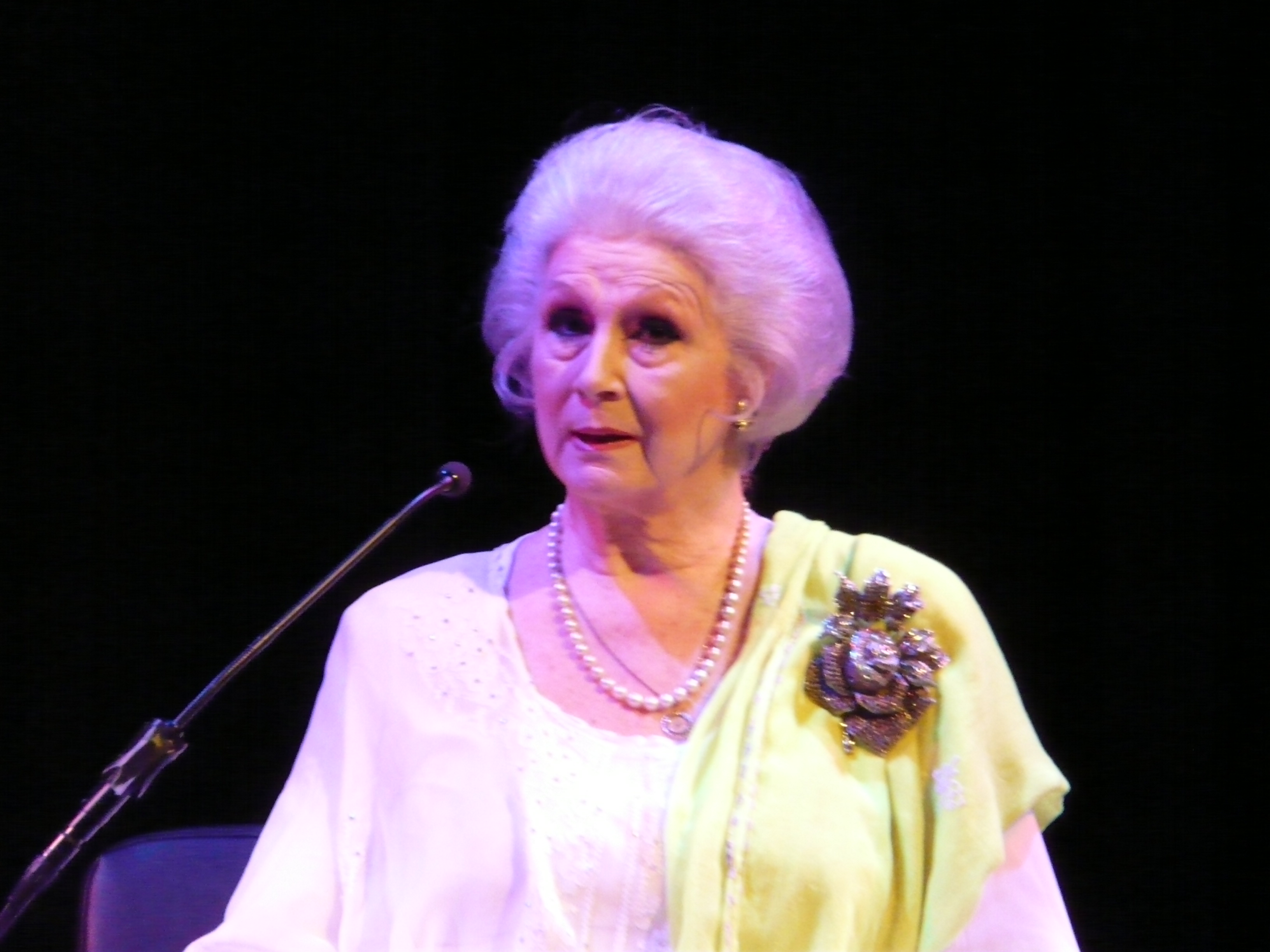
April Ashley, 18. Februar 2009, Southbank Centre. Ashley musste 45 Jahre auf die Änderung ihrer Papiere warten

Transgeschlechtliche wurden in den 1960er- und 1970er-Jahren weiterhin als Psychotiker angesehen, zwangshospitalisiert und mit der Aversionstherapie und mit Elektroschocktherapie behandelt. Selbst Zwangstherapien mit Hormonen, die dem Geburtsgeschlecht entsprachen, wurden versucht (siehe etwa den Fall April Ashley). Erst 1966 richtete das Johns Hopkins Medical Center in Baltimore eine Gender Identity Clinic ein, in der seitdem auch geschlechtsangleichende Maßnahmen durchgeführt wurden.
In Deutschland wurden erst wieder Ende der 1970er Jahre geschlechtsangleichende Operationen an Universitätskliniken u. a. in Gießen von Jarrar und in Heidelberg/Mannheim von Wolf Eicher durchgeführt. Letzterer veröffentlichte 1984 auch die bis dahin bedeutendste deutschsprachige Monographie Transsexualismus, die sich umfassend mit dem Thema beschäftigte.
Transmenschen waren von Anfang an ein Teil der queeren Subkultur, die sich insbesondere in den Vereinigten Staaten bis Ende der 1960er-Jahre entwickelt hatte. Demzufolge waren sie auch Bestandteil der modernen LGBT-Protestbewegung, die sich ausgehend von Stonewall 1969 entwickelten. Unter den wichtigsten Aufständischen von Stonewall selbst waren Transpersonen wie Sylvia Riviera.
Die rechtliche Situation von Transmenschen in vielen Ländern war lange Zeit prekär. Lange Zeit war es – und ist es bis heute in vielen anderen Ländern, siehe Gesetzliche Regelungen – ihnen nicht möglich, Papiere auf ihren (neuen) Namen ausgestellt zu bekommen und auch nicht den Geburtseintrag zu ändern. Diese Situation änderte sich erst nach und nach, zuerst in skandinavischen Ländern wie Schweden, 1981 in Deutschland mit dem sogenannten Transsexuellengesetz; in England aber beispielsweise erst 2004 mit dem Gender Recognition Act.
Etwa seit dem Jahr 2000 wird es in mehr und mehr Ländern möglich, dass minderjährige jugendliche Patienten legal hormonelle Maßnahmen bekommen können, durch die eine für die Betroffenen fatale körperliche Entwicklung in die falsche (d. h. biologisch vorgegebene) Richtung unterbunden werden kann (siehe etwa Kim Petras und Jazz Jennings).
In Deutschland gab es seit 1968 eine erste Selbsthilfegruppe, den Arbeitskreis TS – Interessengemeinschaft für Transsexuelle und Transvestiten in Hamburg unter der Leitung von Gert Christian Südel. Namentlich bekannt und öffentlichkeitswirksam war der 1985 gegründete Verein Transidentitas e. V. (bis 1995) in Frankfurt am Main. Seit ca. 1990 ist das Interesse der Medien am Thema Transgeschlechtlichkeit gestiegen, und es wird auch mittlerweile auf eine annähernd diskriminierungsfreie Weise behandelt.

#### 21. Jahrhundert

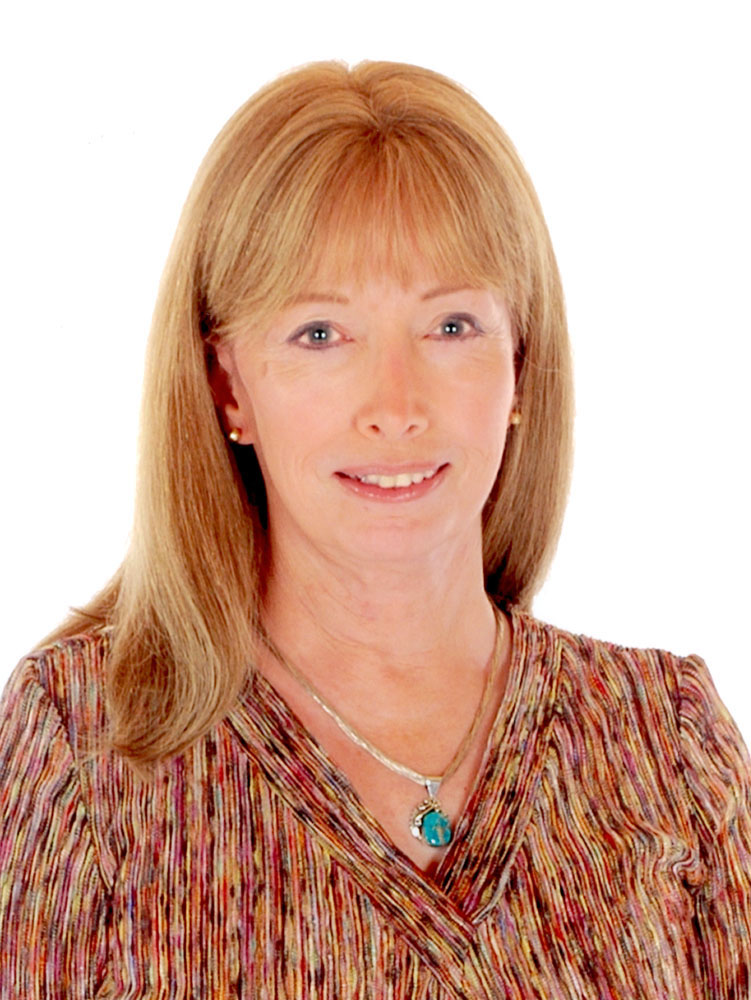
Lynn Conway, Juli 2006

Durch den Fall der IT-Pionierin Lynn Conway, die sich aus Angst vor einem Outing 1999 selber outete und daraufhin mit dem Aufbau einer ausführlichen Informations-Website im Internet über Transgeschlechtlichkeit begann, wurde zum ersten Mal sowohl den Betroffenen selber als auch der allgemeinen Öffentlichkeit ein leichterer Zugang zu Informationen über das Thema ermöglicht. Mittlerweile ist Conways Website zu großen Teilen in andere Sprachen (auch Deutsch) übersetzt und enthält neben umfangreichem Informationsmaterial auch viele Biographien und Bilder anderer Transmenschen.
In den Jahren um und nach 2000 verbesserte sich auch mit der Verbreitung des Internet die Information der weiteren Öffentlichkeit über Transmenschen. Transpersonen waren schon immer Teil der modernen LGBT-Bewegung gewesen, und in dieser Zeit zeigten sich ihre Erfolge auf politischer Ebene, da sich die rechtliche Situation für Transgeschlechtliche in vielen Ländern, insbesondere in Europa, verbesserte. Durch die neuen Vernetzungsmöglichkeiten des Internet bildeten sich neue Untergruppen der Transidentität, die vorher kaum bzw. nur verstreut existiert hatten, z. B. nicht-binär und genderqueer, Xenogeschlechter u. a. (vergleiche die Geschichte der Asexualität).
Trotzdem gibt es nach wie vor viel Unverständnis und Feindschaft gegenüber Transmenschen (Transphobie). So wurden beispielsweise allein im Jahr 2012 in 60 Ländern 238 Transmenschen ermordet – die Dunkelziffer ist jedoch vermutlich höher, da es auch Länder gibt, die solche Fälle nicht registrieren.
Nachdem sich in den vorherigen Jahrzehnten die Situation für Transmenschen weltweit verbessert hatte, nahm in den letzten Jahren insbesondere in den USA und Großbritannien die Transphobie wieder stark zu. Beispielsweise wurden in Großbritannien im Jahr 2021 über 2600 Gewalttaten gegen Transmenschen registriert, im folgenden Jahr stieg diese Zahl um über 50 % auf 4355. In den Vereinigten Staaten arbeiten die Regierungen verschiedener konservativer Staaten allein im Jahr 2023 (Stand Juli) an über fünfhundert transfeindlichen Gesetzesentwürfen, und fast 80 wurden bereits verabschiedet, ein mehr als fünffacher Anstieg zum Vorjahr.

## Gemeinschaft
Transmenschen bilden (auch statistisch gesehen) eine wesentliche Untergruppierung der LGBT-Bewegung. In der heutigen Zeit ist das Internet ein wesentlicher Faktor für den Austausch und die Vernetzung von Transpersonen, wodurch sich eine eigene Subkultur gebildet hat. Die Übergänge zur queeren Internet-Subkultur sind dabei fließend. Um die Interessen von Transmenschen zu vertreten, existieren allein im deutschen Sprachraum eine Vielzahl an Vereinen und Interessensverbänden.

Trans-Pride-Flagge

Zur Transrepräsentation existieren mehrere Symbole, die insbesondere bei Pride-Paraden genutzt werden, um die Transgemeinschaft und ihre Mitglieder zu repräsentieren. Die prävalente Transflagge zeigt angelehnt an die Form der Regenbogenflagge fünf Streifen, davon die äußeren hellblau, die inneren rosa und den mittleren weiß. Dabei repräsentieren die beiden Farben jeweils Männlichkeit (hellblau) bzw. Weiblichkeit (rosa). Weiß wiederum repräsentiert die Transition und diejenigen, die kein Geschlecht bzw. ein nichtbinäres Geschlecht haben. Die Flagge wurde 1999 von Monica Helms entworfen und von ihr seitdem auf Demonstrationen in den USA gezeigt. Sie hat sich, genauso wie die allgemeinere Kombination der drei Farben rosa, weiß und hellblau, ab 2013 als Standardsymbol für Transgeschlechtlichkeit etabliert. Es existieren weitere Flaggen, die allerdings keine so weite Verbreitung erreicht haben wie Helms’ Design.

Transgeschlechtlichkeits-Symbol

Das Geschlechtssymbol für Transgeschlechtlichkeit ist eine Kombination aus Venus- und Marssymbol, die als weibliches bzw. männliches Geschlechtssymbol genutzt werden. Der zusätzliche „Arm“ links oben repräsentiert als Kombination des Marspfeils und Venus-Kreuzes nichtbinäre Geschlechter als Teil der Transgeschlechtlichkeit.
Insbesondere im englischen, allerdings auch im deutschen Sprachraum hat sich (über die Identitätsbegriffe hinaus) spezifischer Jargon entwickelt, um die Lebenswirklichkeit von Transpersonen besser beschreiben zu können. Ein prominentes Beispiel ist engl. egg, was genutzt wird, um eine trans* Person zu beschreiben, die von sich selbst noch nicht weiß (bzw. wusste), dass sie trans ist (entsprechend der Metapher ist sie „noch nicht geschlüpft“).
Innerhalb der Philosophie hat sich die Trans Philosophie als Feld gebildet, die sich dem Phänomen trans aus verschiedenen Perspektiven nähert, z. B. epistemologisch oder phänomenologisch. Die Trans Philosophie versteht sich überwiegend als kritisches Projekt im Sinne der kritische Theorie.

### Trans und Kinderwunsch
Die meisten Kinder in sogenannten Regenbogenfamilien stammen entweder aus Vorbeziehungen oder sind Kinder lesbischer Mütter. Aber unabhängig vom biologischen Geschlecht und der sexuellen Orientierung ist der Wunsch nach eigenen Kindern nicht davon abhängig und das Beratungsangebot für Familienkonstellationen aller Art nimmt zu.
Als einer der ersten Transmänner in Deutschland berichtete Daniel Masch Mitte 2021 der Tageszeitung taz, wie er Schwangerschaft, Geburt und Stillzeit seines Sohnes erlebt hat. Er vertritt die Ansicht, es solle mehr allgemeine Akzeptanz dafür geben, dass der Wunsch nach eigenen Kindern für Transgeschlechtliche genau so normal wie für andere Menschen auch sei. Als die Frage aufkam, ob er Testosteron nehmen solle, folgte er dem Rat seines Arztes, damit zu warten, bis der Kinderwunsch entschieden sei, um dem Kind nicht zu schaden. Mit seinem Partner, der auch Vater des gemeinsamen Sohnes ist, war er damals bereits zusammen. Seine eigene Transition schob Masch zu Gunsten des Kinderwunsches auf, den er und sein Partner hatten.
Masch, der als Transberater arbeitet, fühlte sich auch als schwangere Person nicht als Frau, und auch sein Sohn sieht ihn nicht als „Mutter“. Obwohl er seine Schwangerschaft zunächst als belastend erlebt hatte, weil sein Körper „gefühlt in die falsche Richtung“ ging, gab er im Interview an, seit der Schwangerschaft ein besseres Verhältnis zu seinem Körper zu haben als vorher. Erst nachdem er seinen Sohn ein Jahr gestillt hatte, begann er mit der Hormonbehandlung. Aus seiner Sicht sei es schön, wenn Elternschaft insgesamt etwas offener gedacht werden würde, damit es nicht nur mit Kindern leichter fallen würde, an andere Eltern Anschluss zu finden, sondern auch, damit die Kinder einander mehr Toleranz entgegenbrächten.

### Außerhalb des Westens

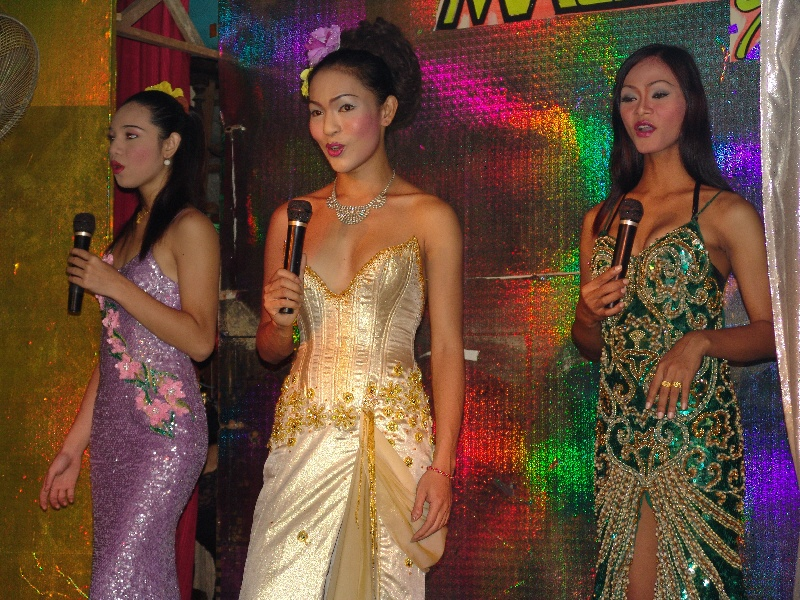
Transgeschlechtliche Kathoeys in Pattaya, Thailand, 2004

Grundsätzlich gilt, dass sexuelle Identitäten wie „heterosexuell“, „schwul“, „lesbisch“ und eben auch „trans“ als Phänomen der westlichen Moderne definiert sind, daher lassen sie sich auf nicht-westliche Formen von Sexualität und Geschlecht nicht anwenden.
Viele Kulturen kennen jedoch rituelle Wechsel der Geschlechterrolle, die manchmal dauerhaft, manchmal von zeitweiliger Dauer sind. Etliche Kulturen haben spezifische soziale Rollen für Menschen, die eine ihrem körperlichen Geschlecht entsprechende Rolle nicht einnehmen können oder wollen.
Solche Fälle von Geschlechtswechseln sind z. B. bei nord- und ostasiatischen Schamanen u. a. in Sibirien, Tibet und Korea und bei Indianern Amerikas bekannt und waren dort bis ins 20. Jahrhundert einigermaßen gesellschaftlich akzeptiert. Mit männlichen Körpermerkmalen geborene Kinder durften in manchen indianischen Kulturen als Mädchen aufwachsen, verrichteten ausschließlich weibliche Tätigkeiten und konnten später sogar Zweit- oder Drittfrau eines Mannes werden. Die Grenzen zu effeminiertem gleichgeschlechtlichem Lieben sind dabei jedoch nicht eindeutig zu ziehen.

Dieses Phänomen wurde von vielen Reisenden und Forschern seit dem 16. Jahrhundert berichtet, zuerst von Cabeça de Vaca 1555. Manchmal wurden die betreffenden Personen von Europäern für „Hermaphroditen“ gehalten (zuerst 1586 von Laudonnière); genauere Untersuchungen ergaben jedoch laut Hirschfeld (1910) normalerweise den Befund, dass es sich um „effeminierte Männer“ handelte. Wied meinte nach einer Amerika-Reise 1832–1834, dass das Phänomen für „die meisten Nationen des inneren Nordamerika“ erwiesen sei. Hirschfeld (1910) nennt u. a. die Stämme der Sioux und Illinois, Indianer in Florida, Louisiana, „Yucatan“ und im südlichen Brasilien. Es gab bei den Indianern umgekehrt auch biologisch weibliche Menschen, die als Mann, Jäger und Krieger lebten.

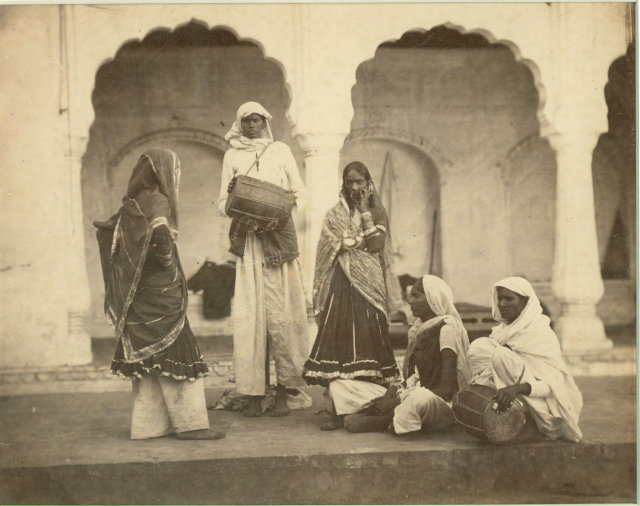
Indische Hijras, ca. 1865.

Beispiele für Ethnien mit möglichem Wechsel der Geschlechterrolle:
- Two-Spirits nordamerikanischer Indianerstämme
- Kathoeys in Thailand
- Hijras in Indien und Bangladesch[69]
- Chanith in Oman
- Eingeschworene Jungfrauen in Albanien, die diese Rolle oft aufgrund von Sachzwängen einnehmen
- Faʻafafine in Samoa, die in diese Rolle erzogen werden

## Häufigkeit
Es gibt eine Reihe von Studien aus verschiedenen Ländern zur Prävalenz von Transgeschlechtlichtkeit. Die unterschiedlichen Studien kommen auf Prozentzahlen, die bis 0,7 % der Bevölkerung reichen, was etwa 10 % der queeren Menschen entspricht. Je jünger die Studie ist, desto höher liegt die Häufigkeit. Dies ist zumindest um das Jahr 2000 herum auch im Definitionswechsel der Transgeschlechtlichkeit selbst zu begründen (siehe Begriffe).
Eine Studie des Williams Institute vom Juni 2016 zur Frage, wie viele Erwachsene sich in den USA als Transgender identifizieren, ergab einen Bevölkerungsanteil von 0,6 %. Das Meinungsforschungsinstitut Gallup führt jährlich eine Befragung hinsichtlich der Identifikation mit den Bezeichnungen LGBT (Lesbian, gay, bisexual transgender) durch und ermittelte einen Anteil für transgender Personen in den USA von 1,3 % im Jahr 2024. Die Deutsche Gesellschaft für Trans*- und Inter*geschlechtlichkeit (dgti) geht von einem ähnlichen Bevölkerungsanteil in Deutschland aus.
Stephenne Rhodes u. a. sprechen in der Präsentation vor dem LGBT Health Summit 2008 in Bristol von stark zunehmender Prävalenz (14 % pro Jahr) und 2009 auf dem Symposium der World Professional Association for Transgender Health in Oslo davon, dass das Durchschnittsalter beim Geschlechtsrollenwechsel seit dem Jahr 2000 etwa konstant bei 38 Jahren liege.
Die Häufigkeit in Deutschland lässt sich aus den Fallzahlen des Bundesministeriums der Justiz und für Verbraucherschutz ableiten. Die Geschäftsbelastung bei Gerichten und Staatsanwaltschaften im Bereich der freiwilligen Gerichtsbarkeit weist für den Zeitraum 1981 bis 2023 etwa 42.752 Verfahren nach dem Transsexuellengesetz aus. Die Fallzahlen waren bis zur Ankündigung eines Selbstbestimmungsgesetzes in 2022 steigend und lagen 2023 bei 1922 (2022: 2687, 2021: 3232, 2020: 2687, 2019: 2582, 2018: 2614, 2017: 2085, 2016: 1868). Dies schließt allerdings solche Transpersonen nicht ein, die keine rechtliche Personenstandsänderung vornehmen können oder wollen, sowie bis zum April 2020 keine nicht-binären Personen.
Im Frühjahr 2020 bejahten 2,1 % von 50.300 Studenten in den USA die Frage: „Identifizierst du dich als transgender?“ (1.055 Personen); 97,9 % antworteten mit „nein“. Insgesamt 3,7 % oder 1.844 Studenten gaben an, nichtbinär zu sein; 57 % von ihnen hatten transgender bejaht (Details). Die Online-Befragung wurde als jährliche Studie von den beiden US-amerikanischen studentischen Gesundheitsorganisationen American College Health Association (ACHC) und National College Health Assessment (NCHA) durchgeführt und hatte eine Rücklaufquote von 14 %.
Der alljährlich durchgeführte Gender Census ist eine seit 2015 nichtrepresentativ unabhängig organisierte Umfrage, die sich an trans* Personen und insbesondere nichtbinäre Menschen richtet. Sie hatte 2024 bei stetig wachsender Beteiligungszahl weltweit über 48.000 Teilnehmende, davon 2000 aus Deutschland.
Das Diagnostische und Statistische Handbuch Psychischer Störungen erwähnte in seiner vierten Version von 1994 (DSM-IV), dass in den USA etwa einer von 30.000 Männern und eine von 100.000 Frauen eine geschlechtsangleichende Operation anstrebe (insges. 0,0015 %). Eine andere Abschätzung der Prävalenz von medizinischen Behandlungen bei Transpersonen stammt von der Amsterdamer Gender Clinic: Die Daten, die über mehr als vier Jahrzehnte gesammelt wurden, sprechen von einem unter 10.000 Männern oder einer unter 30.000 Frauen (0,005 %).
Die dgti geht dabei von einem Verhältnis von 1:1 trans Frauen zu trans Männern aus, da sich historisch die Zahlen aus Untersuchungen auf 1:1 zubewegt. Ältere Erhebungen gaben noch ein Verhältnis von einem trans Mann auf sechs trans Frauen an, später wurden es 1:4, dann 1:2, jüngste Untersuchungen bis zu 1,5:1 in den unteren Altersgruppen. Ein Drittel aller trans Personen fallen in die Gruppe nicht-binärer oder agender Menschen.

## Persönlicher Verlauf

### Ursachen und Entwicklung
Die Ursachen für die Existenz transgeschlechtlicher Menschen, egal wie weit oder eng die Definition dieser gefasst wird, sind nicht bekannt. Zu jeder bis dato postulierten Theorie lassen sich etliche Gegenbeispiele finden, sowohl unter Transmenschen, auf die die postulierte Ursache nicht zutrifft, als auch unter Cismenschen, auf die sie zutrifft. Eine Metastudie aus dem Jahr 2013 kommt zu dem Ergebnis, dass eine Reihe an schwach korrelierenden Faktoren existiert, deren Relevanz unklar ist.
Die Suche nach einer Ursache für Transgeschlechtlichkeit stützt sich sowohl auf die Annahme, dass eine eindeutige Ursache ausfindig gemacht werden kann, als auch, dass Transgeschlechtlichkeit eine vom „Normalzustand“ Cisgeschlechtlichkeit abweichende Kondition darstellt. Es wurde auf die Gefahr hingewiesen, dass bei der Findung einer eindeutigen pränatalen Ursache manche Eltern transgeschlechtliche Kinder explizit abtreiben lassen würden. Dies stützt sich auf die Beobachtung, dass seit der Entwicklung von pränatalen Geschlechtsfeststellungsmethoden mittels Ultraschall in einigen Ländern Mädchen gezielt abgetrieben wurden und werden.
Obwohl beispielsweise Harry Benjamin annahm, dass es sich bei Transgeschlechtlichkeit um eine Sonderform der Intergeschlechtlichkeit handelt, entwickelte sich in den 1970ern die Theorie, es gebe grundsätzlich psychische Ursachen für Transgeschlechtlichkeit. Mittlerweile stützen mehrere Untersuchungen, die auf körperliche Ursachen oder Prädispositionen hindeuten, die ursprüngliche Vermutung Benjamins. Diese wird durch von Zhou und Kollegen publizierte Daten gestützt. Sie fanden Hinweise darauf, dass in der pränatalen Entwicklungsphase dieselben Sexualhormone zu unterschiedlichen Zeitabschnitten zum einen die Morphologie der Genitalien und zum anderen die Morphologie sowie die Funktion des Gehirns beeinflussen. An der Universität São Paulo konnten unterschiedliche Ausprägungen im Gehirn von trans* Frauen im Vergleich zu cisgeschlechtlichen Untersuchten nachgewiesen werden, allerdings ist es laut anderen Untersuchungen zweifelhaft, ob Unterschiede im Gehirn für Transgeschlechtlichkeit mitverantwortlich sind. Es gibt Anzeichen für eine genetische Disposition, andererseits zeigen Untersuchungen an eineiigen Zwillingen, dass diese nicht bestimmend sein kann.
In jedem Fall ist die frühe Selbsterkenntnis von trans* Kindern und Jugendlichen ein Indiz dafür, dass außer angeborenen Faktoren auch frühkindliche Erfahrungen wesentlich sein könnten. Nach einer Studie können Kinder durchschnittlich in einem Alter von 8,5 Jahren ihre Geschlechtsidentität zuordnen. In der Studie mit über 100 Trans-Kindern und Jugendlichen lag die Bandbreite der Selbsterkenntnis in einem Alter zwischen 4 und 13 Jahren.

### Sozialer Druck
Die Geschlechtszuweisung erfolgt bereits vor oder bei der Geburt, wenn Hebamme, Arzt oder Ärztin das Geschlecht anhand äußerer oder chromosomaler Merkmale einordnen. Diese Zuweisung geschieht einmalig. Ein lebenslang immer wieder stattfindender Prozess ist dagegen die Geschlechtszuschreibung durch andere, die häufig gerade nicht an den primären und sekundären Geschlechtsmerkmalen, sondern an anderen Informationen wie Gang, Stimme, Gesichtsausdruck, Körperhaltung und Ausstrahlung festgemacht wird.
Zahlreiche Transmenschen entwickeln bereits im Vorschulalter das Gefühl, anders zu sein, können dieses oft aber noch nicht konkret zuordnen. Andere berichten, dass sie bereits im Vorschulalter ein Bewusstsein dafür entwickelten, entgegen ihrem körperlichen Geschlecht kein Mädchen oder kein Junge zu sein. Gelegentlich tritt dieses Bewusstsein erst in der Pubertät oder im Erwachsenenalter auf. Ein Teil der Kinder äußert sich bereits sehr früh, völlig natürlich und selbstverständlich ihrer Geschlechtsidentität entsprechend. Einen wichtigen Einfluss hat in diesem Falle das Verhalten der Umgebung (Familie, Freunde, später Mitschüler, Lehrer u. a.), im Sinne einer Ablehnung, Akzeptanz oder Ambivalenz.
Je weitgehender die besondere Eigenart der Kinder von ihrer Umgebung akzeptiert wird, desto normaler und unbelasteter können sie sich entwickeln. In der modernen Gesellschaft kommt es jedoch erst seit etwa dem Jahre 2000 immer öfter vor, dass Eltern ihr Trans*-Kind sich ganz frei entfalten lassen und es ab der Pubertät bei einer Angleichung unterstützen. Ein prominentes Beispiel dafür aus jüngerer Zeit ist Rebekah Brusehoff. Mit der übrigen Umwelt (Schule, Nachbarn, andere Kinder etc.) kann es jedoch trotzdem Probleme geben.
In den immer noch weitaus meisten Fällen versucht die Umwelt mehr oder weniger intensiv, das Kind seinem zugewiesenen Geschlecht entsprechend zu erziehen und ihm die entsprechende Rolle aufzuzwingen. Die betroffenen Kinder versuchen meist, die Erwartungen und Forderungen ihrer Umgebung so weit wie möglich zu erfüllen, das heißt, die dem körperlichen Geschlecht entsprechende Geschlechterrolle zu leben. Der auf Transmenschen ausgeübte Druck durch die Gesellschaft und durch den eigenen Körper und somit der von ihnen empfundene psychische Druck nimmt kontinuierlich mit der Zeit zu, besonders während der Pubertät und im jungen Erwachsenenalter. Da dieser Druck auf AMAB-Transmenschen im Allgemeinen größer ist als bei AFAB-Transmenschen, verläuft die typische Entwicklung bei diesen etwas unterschiedlich. In der modernen westlichen Welt, besonders seit dem letzten Drittel des 20. Jahrhunderts, ist die weibliche Rolle aufgrund feministischer Errungenschaften weniger eng definiert, was es transmaskulinen Menschen erleichtert, einen abweichenden Geschlechtsausdruck anzunehmen. So kommt es etwa vor, dass sie von klein auf ohne Probleme in Hosen und mit kurzem Haarschnitt herumlaufen dürfen. Auch andere männliche Verhaltensweisen können oft ungehindert in den Alltag integriert werden, da dies bei Frauen eher akzeptiert wird als weibliche Verhaltensweisen bei Männern. Entsprechend existiert bei transfemininen Personen ein verstärkter sozialer Druck, sich einer enger gefassten männlichen Rolle anzupassen. Geschieht dies nicht, sind Mobbing und andere Diskriminierungen (siehe auch Diskriminierung und Benachteiligung) durch die Außenwelt gerade im Falle von transfemininen Menschen häufig und können auch besonders hart ausfallen. Viele Transmenschen, besonders im jungen Alter, sind in der Folge suizidal bis hin zum Selbstmordversuch oder Selbstverstümmelungsversuchen. Neben psychosomatischen Krankheiten und verschiedenen anderen psychischen Problemen sind auch vor allem Depressionen vorherrschend, die jedoch stark von der Akzeptanz im Umfeld abhängen.

### Transition
Mit Transition wird der Übergang von einem Geschlecht in ein anderes bezeichnet. Menschen, die eine Transition unternehmen, „starten“ bei ihrem Geburtsgeschlecht, in dem sie in der Regel seit der frühen Kindheit leben, und „enden“ bei einem biologischen und sozialen Geschlecht, das ihrer Geschlechtsidentität am besten entspricht und das ihre Geschlechtsdysphorie so gut wie möglich auflöst. Dabei sind „Start“ und „Ende“ selten eindeutig festzulegen, und in der Regel dauert eine vollständige Transition Jahre. Nicht alle Transmenschen unternehmen eine Transition oder streben eine solche an, und der Umfang der Transition ist individuell äußerst unterschiedlich.
Die Aspekte einer Transition können in etwa folgendermaßen unterteilt werden:
- Die soziale Transition umfasst den Prozess der geschlechtlichen Anerkennung im Alltagshandeln.[144] Dazu gehört zunächst ein Coming-out im sozialen Umfeld, z. B. gegenüber Freunden, Familie, am Arbeitsplatz oder in der Schule. Viele Transmenschen wählen einen neuen Rufnamen, dessen geschlechtliche Assoziation (oder das Fehlen derselben) zu ihrem Geschlecht besser passt als der alte Name. Der alte Name, auch Deadname (englisch „Toter Name“) genannt, soll nun nicht mehr verwendet werden. Dasselbe gilt für die Wahl der Pronomen, mit denen die Person angesprochen werden möchte, und sonstige geschlechtsbezogene Sprache (Artikel, Substantivformen, geschlechtsspezifische Beschreibungen und Begriffe). Alle diese Änderungen müssen dem sozialen Umfeld erläutert werden.
- Die juristische Transition besteht in der Änderung von Namen und Geschlechtseintrag im Personenstandsregister sowie der dafür nötigen Schritte wie eventuell Gerichtsverfahren. Je nach lokaler rechtlicher Situation (siehe Gesetzliche Regelungen) ist eine rechtliche Transition mehr oder weniger einfach bzw. unmöglich.
- Die medizinische Transition besteht in der medizinischen Angleichung des Körpers an das Geschlecht. Siehe hierzu Geschlechtsangleichende Maßnahme und den Abschnitt Medizin.

Viele Transmenschen streben es an, die verschiedenen Transitionsprozesse möglichst gleichzeitig durchzuführen, auch um Diskriminierung zu vermeiden.
Gelegentlich kann es nach einer Transition dazu kommen, dass Betroffene den Prozess wieder rückgängig machen möchten. In diesem Fall spricht man von Detransition.

## Aktuelle Situation von Transmenschen
Die rechtliche Anerkennung des Geschlechts und des neuen Namens von Transpersonen sowie der Zugang zu geschlechtsangleichender medizinischer Behandlung waren und sind Gegenstand politischer Aktivitäten. Fragen nach den rechtlichen und gesellschaftlichen Belangen der Transmenschen gehören somit zur Geschlechterpolitik. In den letzten Jahren sind Debatten um Transpersonen in vielen westlichen Ländern für die Geschlechterpolitik oder die Politik im Allgemeinen bestimmend geworden. Insbesondere in den Vereinigten Staaten und im Vereinigten Königreich versuchen konservative, teilweise christliche Gruppen, durch gezielte Legislatur die Rechte von Transpersonen einzuschränken und ihren Zugang zu medizinischen und rechtlichen Maßnahmen zu reduzieren.

### Gesetzliche Regelungen

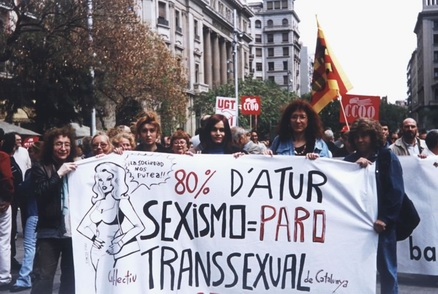
Mitglieder der Gruppe Col·lectiu de Transsexuals de Catalunya bei einem Protest in Barcelona 2001

Die meisten europäischen Staaten, darunter Belgien, Dänemark, Deutschland, Finnland, Frankreich, Griechenland, Irland, Italien, die Niederlande, Norwegen, Luxemburg, Österreich, Polen, Portugal, Schweden, Schweiz, Spanien und Vereinigtes Königreich sowie einige außereuropäische Staaten ermöglichen es transgeschlechtlichen Menschen, den Vornamen oder die in den Personenstandsregistern eingetragene Geschlechtsangabe an ihr korrektes Geschlecht anzupassen. Die entsprechenden Regelungen wurden dabei meist erst nach entsprechenden Entscheidungen durch die europäischen Gerichte etabliert und erfordern teilweise die Zustimmung eines Gerichts oder weitere Schritte.

In seiner Resolution 2048 vom 22. April 2015 hat der Europarat die Mitgliedsstaaten unter anderem dazu aufgefordert, die Verfahren zur Namens- und Personenstandsänderung zu vereinfachen und auf zu diesem Zweck verlangte Nachweise der geistigen Gesundheit zu verzichten sowie alle zwingend vorausgesetzten medizinischen Maßnahmen, die etwa einer Zwangssterilisation gleichkommen können, abzuschaffen, Abschnitt 6.2.2. der Resolution:
… Sterilisierung und andere zwingend vorgeschriebene medizinische Maßnahmen abzuschaffen, einschließlich der Diagnose geistiger Gesundheit als notwendige rechtliche Voraussetzung zur Anerkennung der geschlechtlichen Identität in Gesetzen, die das Verfahren zur Änderung des Namens und des eingetragenen Geschlechts (Personenstand) regeln.

#### Länder mit Selbstbestimmungsgesetz
In den folgenden Ländern gelten Selbstbestimmungsgesetze ohne Begutachtung und per Bekundung im Standesamt für die rechtliche Anerkennung der geschlechtlichen Identität (Personenstands- und Namensänderung):
- Argentinien (2012)[150]
- Dänemark (2014)[151]
- Malta (2015)[152]
- Irland (2015)[153]
- Norwegen (2016)[154]
- Belgien (2018)[155]
- Luxemburg (2018)[156]
- Portugal (2018)[157]
- Spanien (2021)[158]
- Schweiz (2022)[159]
- Spanien (2023)[160]
- Finnland (1. Januar 2024)[161]
- Deutschland (seit 1. November 2024, siehe unten)

#### Deutschland
In der Bundesrepublik Deutschland legte das Transsexuellengesetz (TSG) von 1981 bis Oktober 2024 die Voraussetzungen fest, unter denen Transmenschen eine Änderung des Vornamens oder des Geschlechtseintrags beantragen konnten. Die ursprüngliche gesetzliche Regelung war dabei durch eine Vielzahl von Entscheidungen des Bundesverfassungsgerichts zugunsten der Antragsteller modifiziert und in wesentlichen Teilen für verfassungswidrig erklärt worden. Grundsätzlich wurde zwischen der Änderung des Vornamens (kleine Lösung) und der Änderung des Personenstandes (große Lösung) unterschieden. Die Verfahren fanden vor den zuständigen Amtsgerichten statt. Auf Antrag konnte Prozesskostenhilfe gewährt werden.
Bernd Meyenburg, Karin Renter-Schmidt und Gunter Schmidt empfahlen 2015 auf Grund einer Auswertung von 670 Gutachten nach dem Transsexuellengesetz, dieses durch ein Verfahren ohne Begutachtung und mit Karenzzeit zu ersetzen. Seit 2021 gab es Bestrebungen der Bundesregierung, das TSG durch ein Selbstbestimmungsgesetz zu ersetzen und damit den Forderungen des Bundesverfassungsgerichts nachzukommen.
Seit Mai 2023 lag ein Referentenentwurf für das Gesetz über die Selbstbestimmung in Bezug auf den Geschlechtseintrag vor, der nach Detailänderungen am 23. August als Regierungsentwurf beschlossen und nach weiteren Änderungen am 12. April 2024 vom Bundestag und am 17. Mai 2024 vom Bundesrat angenommen wurde. Das Gesetz trat zum 1. November 2024 in Kraft und löste das TSG ab.

#### Österreich
Der Transsexuellenerlass von 1996, als Nachfolger des Transsexuellenerlass von 1983, wurde im Juli 2006 vom österreichischen Verfassungsgerichtshof als verfassungswidrig aufgehoben.
Der Transsexuellenerlass des Bundesministeriums für Inneres (BMI) legte eine Reihe von Voraussetzungen fest, bei deren Vorliegen die Personenstandsbehörde eine Änderung der im Geburtenbuch eingetragenen Geschlechtszuordnung und/oder eine Vornamensänderung auf dem Verwaltungsweg vorzunehmen hatte. Der Erlass basierte auf § 16 des österreichischen Personenstandsgesetzes (öPStG), wonach die Personenstandsbehörde eine Beurkundung zu ändern hat, wenn sie nach der Eintragung unrichtig geworden ist.
Anlassfall für die verfassungsrechtliche Aufhebung des Erlasses war, dass eine verheiratete Transfrau eine Geschlechtsanpassung hatte vornehmen lassen und nun auch ihr Geschlecht im Geburtenbuch korrigieren lassen wollte. Der Erlass sah jedoch verfassungswidrig vor, dass nur unverheiratete Personen ihr Geschlecht im Geburtenbuch ändern lassen durften. Deswegen wurden verheiratete Transmenschen nach geschlechtsanpassender Operation gezwungen, ihre aufrechte, gültig geschlossene Ehe scheiden zu lassen, bevor ihnen die Geschlechtszuordnung im Geburtenbuch eingetragen wurde. (Die Scheidung erfolgte mit allen damit verbundenen nachteiligen Folgen für die beiden Eheleute und deren Kinder, die damit zu Scheidungskindern gemacht wurden.) Vermeintliche Grundlage dazu war § 44 ABGB, wonach eine Ehe nur zwischen zwei Personen verschiedenen Geschlechts bestehen dürfte. Der VfGH hat jedoch in seinem Erkenntnis zur Aufhebung des TS-Erlasses zu Recht erkannt, dass eine aufrechte Ehe eine Änderung des Geschlechts im Geburtenbuch nicht behindern kann, da hierfür nur das tatsächliche Geschlecht maßgeblich sei. Dieses hänge aber nicht von irgendwelchen Rechtsbeziehungen, somit auch nicht von einer bestehenden Ehe ab. Selbst wenn sich die Ehe durch die personenstandsrechtliche Geschlechtsänderung einer der beiden Eheleute zu einer (nicht zugelassenen) Homosexuellen-Ehe wandelt, hätte dies keinen Einfluss auf das Geschlecht des Beschwerdeführers und dürfte daher kein Hindernis für eine Eintragung im Geburtenbuch sein. Ob eine danach weiter bestehende Ehe rechtskonform wäre, wollte der VfGH ausdrücklich nicht beurteilen, da dies kein Gegenstand des Verfahrens war.
Eine Änderung des Vornamens ist nur entsprechend den im Namensänderungsgesetz (NÄG) festgehaltenen allgemeinen Vorschriften zur Namensänderung möglich: Laut § 2 Abs 2 Z 3 i. V. m. § 3 Abs 1 Z 7 NÄG i. V. m. „Namensänderungserlass“ (Erl. BMI 8.6.2988, 10.649/61-IV/4/88) muss zumindest der erste Vorname dem Geschlecht des Antragstellers entsprechen, wobei den Erläuterungen zufolge weder biologische noch psychologische Kriterien eine Rolle spielen, sondern ausschließlich der Eintrag im Geburtenbuch maßgeblich ist (siehe auch Zeyringer im Abschnitt Literatur). Transmenschen, die die Geschlechtszuordnung im Geburtenbuch nicht ändern lassen können oder wollen, können demnach auch weiterhin keinen ersten Vornamen wählen, der ihrer Geschlechtsidentität entspricht. Mit dem NÄG 1988 und zugehörigem Namensänderungserlass samt Erläuterungen, wurde die Namensänderung auf einen geschlechtsneutralen Vornamen möglich: „Zu § 3 Z 5 des Gesetzes […] Aus der bei der parlamentarischen Behandlung der Regierungsvorlage vorgenommenen Streichung der Worte ‚im Inland‘ im Zusammenhang mit der Gebräuchlichkeit als Vorname kann die Absicht des Gesetzgebers erschlossen werden, auch Vornamen zuzulassen, die nur im Ausland gebräuchlich sind.“ (Namensänderungserlass). Die Behörden legen und legten diese Bestimmung des § 3 Z 5 NÄG (i.d.g.F. 1995: § 3 Abs 1 Z 7 NÄG) korrekt aus, wodurch in der Praxis seit NÄG 1988, neben mehreren hundert anderen Vornamen, zum Beispiel Carmen, Eve, Gaby, Simone oder das in Italien als männlich geltende Andrea als geschlechtsneutral akzeptiert werden (müssen).
Der Verwaltungsgerichtshof hat in seinem Erkenntnis vom 27. Februar 2009 festgestellt, „dass ein schwerwiegender operativer Eingriff, wie etwa die […] Entfernung der primären Geschlechtsmerkmale, keine notwendige Voraussetzung für eine deutliche Annäherung an das äußere Erscheinungsbild des anderen Geschlechts“ und damit der Änderung des Personenstands ist. Damit ist eine geschlechtsangleichende Operation keine zwingende Voraussetzung mehr. Dies bestätigte auch der Verfassungsgerichtshof in seinem Erkenntnis vom 3. Dezember 2009 und zitierte den Transsexuellenerlass von 1983: Einer Änderung des Geschlechtseintrags steht nichts im Weg, wenn zumindest „eine deutliche Annäherung an das äußere Erscheinungsbild des andere[n] Geschlechtes vorliegt und […] mit hoher Wahrscheinlichkeit damit zu rechnen ist, dass sich am Zugehörigkeitsempfinden zum anderen Geschlecht nichts mehr ändern wird“.
Seit 5. September 2016 befasste sich das Landesverwaltungsgericht Oberösterreich mit dem, vom Standesamt Steyr abgelehnten, Anliegen des Linzer Transgeschlechtlichen Alex Jürgen „X“ als dritte Geschlechtsausprägung in Geburtenbuch (und Reisepass) eingetragen zu bekommen. Mit Erkenntnis vom 5. Oktober 2016 wies das Gericht das Begehren des Antragstellers ab.

#### Schweiz
Nach der Rechtsprechung konnte schon früher auf gerichtlichen Antrag nach einer Geschlechtsanpassung Vorname und Geschlechtsangabe in den Zivilstandsregistern berichtigt werden. Die Berichtigung durfte, obwohl damals die gleichgeschlechtliche Ehe noch nicht gesetzlich vorgesehen war, gemäß Bundesgericht nicht dazu führen, dass eine Ehe von Amtes wegen aufgelöst wurde. Das Zürcher Obergericht entschied im ersten Quartal 2011, dass ein operativer Eingriff als Voraussetzung zur Personenstandsangleichung und Vornamensänderung die Persönlichkeitsrechte verletze. Im 3. Quartal 2012 entschied das Regionalgericht Bern-Mittelland mit dem Entscheid CIV 12 1217 JAC, dass für die Änderung des Personenstandes weder eine Hormontherapie noch ein operativer Eingriff vonnöten sei, entscheidend seien entsprechende psychologische Gutachten.
Seit dem 1. Januar 2022 kann man das Geschlecht und den Vornamen im Personenstandsregister rasch und einfach ändern. Dafür soll ohne vorgängige medizinische Untersuchungen oder andere Voraussetzungen eine Erklärung gegenüber dem Zivilstandsamt genügen. Die Erklärung kann von jeder Person abgegeben werden, die innerlich fest davon überzeugt ist, nicht dem im Personenstandsregister eingetragenen Geschlecht zuzugehören.

#### Vereinigtes Königreich
Seit 2004 existiert im Vereinigten Königreich der sogenannte Gender Recognition Act, der es Transmenschen ermöglicht, ihren Geburtseintrag auch ohne Voraussetzung chirurgischer oder anderer körperlicher Maßnahmen (siehe geschlechtsangleichende Maßnahme) rückwirkend korrigieren zu lassen. Voraussetzung ist unter anderem, dass die betroffene Person zum Zeitpunkt des Antrags mindestens zwei Jahre im angestrebten Geschlecht gelebt hat und in der Regel über zwei Reports nachweist, dass sie eine Gender-Dysphorie hat oder hatte. Ein juristischer Geschlechtswechsel wird verheirateten Transmenschen jedoch nicht gestattet. Die Abgabe von Pubertätsblockern an Kinder wurde 2024 beendet, da die Auswirkungen als zu wenig erforscht gälten.

#### Frankreich
Seit dem 17. Mai 2009 darf Transgeschlechtlichkeit in Frankreich per Dekret nicht mehr als psychische Störung und somit nicht mehr als Geschlechtsidentitätsstörung bezeichnet werden. Auch die Klassifizierung im ICD-10 unter F64.0 wird abgelehnt. Frankreich sieht in der Deutung der Transgeschlechtlichkeit als psychische Störung eine Stigmatisierung, die zur Diskriminierung von Transmenschen beiträgt. Die Vornamensänderung für Transgeschlechtliche erfolgt in Frankreich im Standesamt oder vor Gericht ohne Gutachtenpflicht und ohne Operationszwang. Die Personenstandsänderung erfolgt weiterhin vor Gericht wird aber ebenso wie die Vornamensänderung nicht von Gutachten oder Operationen abhängig gemacht.

#### Vereinigte Staaten
Die rechtliche Situation von Transmenschen in den Vereinigten Staaten ist stark von der Rechtslage der einzelnen Staaten abhängig. In mehreren Staaten ist es in den letzten Jahren schwierig geworden, legale Hormontherapien oder Personenstandsänderungen zu erreichen.
In Florida wurde im Mai 2023 ein Gesetz verabschiedet, das den Zugang zu Hormonen sowohl für Erwachsene als auch Kinder beschränkt; zudem müssen beispielsweise Lehrer die Geburtsnamen und Pronomen des biologischen Geburtsgeschlechts verwenden. Ähnliche Gesetze existieren auch in anderen Staaten bzw. sind in Arbeit.
US-Präsident Donald Trump kündigte vor seiner Wahl im November 2024 an, dass es die offizielle Politik seiner Regierung sein werde, „dass es nur zwei Geschlechter gibt, männlich und weiblich“. Er wolle nach seiner Amtsübernahme den „Transgender-Irrsinn“ stoppen und Transgender aus Militär und Schulen verbannen.

#### Andere Länder
Im Iran ist Transgeschlechtlichkeit legal (siehe Transsexualität im Iran). Geschlechtsangleichende Operationen werden vom Staat finanziell unterstützt und die Geburtsurkunde kann anschließend entsprechend angepasst werden.
In Pakistan verabschiedete die Regierung im Mai 2018 ein Gesetz, das die Rechte von Transmenschen stärkt und sie vor Diskriminierung schützen soll.

### Diskriminierung und Benachteiligung
Das Abweichen von den jeweilig vorgegebenen Geschlechterrollen wird üblicherweise sozial, häufig auch strafrechtlich oder religiös negativ sanktioniert. Viele Transpersonen sind beispielsweise am Arbeitsplatz und bei Arztbesuchen Diskriminierung ausgesetzt. In vielen Ländern sind sie nicht gesetzlich vor Diskriminierung geschützt. In Deutschland sind sie „nach heute ganz überwiegender Ansicht“ durch den Grundgesetz-Artikel 3 (Absatz 3, Satz 1) geschützt, obwohl sexuelle Identität oder Geschlechtsidentität dort nicht explizit in der Liste der Diskriminierungsverbote erwähnt wird. 2020 erfasste das Bundesamt für Justiz über 800 Straftaten „betreffend die sexuelle Orientierung/Identität“, was auch transphobe Straftaten einschließt.
Häufig besteht bei Personen mit einer transgeschlechtlichen Identität auch ein Problem der angemessenen Gesundheitsversorgung, der medizinischen Fehlbehandlung und Unterversorgung.
Gesellschaftliche und medizinische Diskriminierungen werden als Hauptgrund für die insgesamt schlechtere Gesundheit von Transpersonen angeführt; sie leiden häufiger als Cispersonen an Sucht, Infektionen, psychischen Störungen sowie Krebs. Angststörungen, Depression und Suizidalität sind deutlich häufiger. Anfang 2021 ergab eine Studie des Deutschen Instituts für Wirtschaftsforschung (DIW), dass sich „LGBT-Menschen in Deutschland“ doppelt so oft einsam fühlen wie die restliche Bevölkerung, dreimal häufiger von Depressionen und Burnout-Syndromen betroffen sind und deutlich erhöhte Vorkommen von Herzkrankheiten, Asthma und chronischen Rückenschmerzen haben; 40 % der trans Personen leiden unter Angststörungen. Es wird darauf hingewiesen, dass die Forschung zum Wohlbefinden von LGBT-Personen noch in den Anfängen stecke; auch für die Politik bestehe dringender Handlungsbedarf, um Diskriminierung und Ausgrenzung zu verhindern. Von den 4511 Befragten gaben 133 an, ein „anderes Geschlecht“ zu haben (2,95 %).

### Aktionstage
- 31. März: Internationaler Tag für trans* Sichtbarkeit (International Transgender Day of Visibility: TDoV), seit 2009 begangen zur Demonstration der Leistungen und Erfolge von transgender und gender-nonkonformen Menschen.[201][202][203]
- 17. Mai: Internationaler Tag gegen Homo-, Bi-, Inter- und Transphobie (International Day Against Homophobia, Transphobia and Biphobia: IDAHOBIT), seit 2005 begangen, um auf die Diskriminierung und Benachteiligung von Menschen aufgrund ihrer sexuellen Orientierung oder Geschlechtsidentität hinzuweisen.[204]
- 14. Juli: Internationaler Tag der nichtbinären Menschen (International Non-Binary People’s Day),[205][206] zeitlich genau zwischen dem Internationalen Frauentag im März und dem Internationalen Männertag im November.
- 11. Oktober: Coming-out-Tag (Coming Out Day: COD), Aktionstag zum Thema „Coming-out“.[207]
- 20. November: Gedenktag für die Opfer von Transphobie (Transgender Day of Remembrance: TDoR), 1998 begründet von Gwendolyn Ann Smith, um der Opfer transphober Gewalt zu gedenken.[208][209]

### Transgeschlechtlichkeit und die modernen christlichen Kirchen
Ein Beispiel für organisierte Transphobie ist das Verhalten der katholischen Kirche: 1991 entschied die Kongregation für die Glaubenslehre, dass eine kirchliche Trauung von Transmenschen nicht möglich sei. Zudem ist es den Betroffenen auch untersagt, in einen religiösen Orden einzutreten oder Priester zu werden. 2002 ordnete die Kongregation an, dass nach einer operativen Geschlechtsumwandlung der im Taufbuch ursprünglich eingetragene geschlechtsspezifische Name nicht verändert werden dürfe, am Rand der Taufeintragung solle eine Notiz über die Operation angebracht werden, „sofern die Operation im staatlichen Rechtsbereich anerkannt worden“ sei. Eine nicht geoutete Transperson kann ohne entsprechende Maßnahmen aber durchaus heiraten oder in ein Kloster eintreten. Im Zusammenhang mit einem konkreten Fall im spanischen Cádiz wurde Transgeschlechtlichen sogar Recht und Fähigkeit abgesprochen, Taufpate oder -patin zu werden.
Andererseits hat Papst Franziskus in einer inoffiziellen Audienz im Januar 2015 Diego Neria Lejárraga empfangen, der in seiner Heimatgemeinde schwerem Mobbing ausgesetzt und von einem Mitglied der Kirche als „Tochter des Teufels“ beschimpft worden war – für den männlichen Lejárraga eine doppelte Beleidigung und Verunglimpfung. Papst Franziskus hatte Lejárraga zuvor bereits telefonisch kontaktiert und ihm gesagt, Gott liebe „… alle seine Kinder, wie sie sind. Du bist ein Sohn Gottes und die Kirche liebt dich und nimmt dich an, wie du bist.“
Der Papst erklärte mittlerweile öffentlich, Transmenschen dürften nicht ausgegrenzt werden, sondern „vielmehr von den Gemeinden integriert, begleitet und ‚näher zu Gott‘ geführt werden. (…) Genau das würde Jesus heutzutage tun.“ Der Vatikan hat zu den Äußerungen des Papstes keine offizielle Stellungnahme abgegeben.
In der evangelischen Kirche sind viele Landeskirchen deutlich akzeptierender. Es sind mehrere Fälle offen lebender trans Pfarrerinnen bekannt, beispielsweise Christine Bergmann, Dorothea Zwölfer und Elke Spörkel. In Zusammenarbeit dieser Pfarrerinnen, trans Christen und der Deutschen Gesellschaft für Trans*- und Inter*geschlechtlichkeit mit mehreren Leitungen evangelischer Landeskirchen entstand das Projekt „Reformation für Alle*“. In Folge dieses Projekts entstand die Broschüre „Zum Bilde Gottes geschaffen – Transsexualität in der Kirche“ der Evangelischen Kirche in Hessen und Nassau.

## Medizin
Transmenschen leiden häufig darunter, dass ihr Körper nicht ihrem eigentlichen Geschlecht entspricht. Viele Transmenschen haben aufgrund dieses Leidens das Bedürfnis, den Körper mittels diverser medizinischer Methoden an das richtige Geschlecht anzupassen. Transgeschlechtlichkeit ist keine Krankheit, sondern eine Normvariante, eine Inkongruenz zwischen Geschlecht und körperlichen Attributen, die durch medizinische Behandlung und Begleitung vermindert werden kann. Die zwei großen Gruppen an Therapien sind Hormonbehandlungen und geschlechtsangleichende Operationen. Nicht alle Transmenschen (nur etwa 43 bis 50 Prozent) haben allerdings das Bedürfnis nach chirurgischen Maßnahmen, und der Wunsch nach solchen definiert nicht das Trans-Sein oder Nicht-Sein. Außerdem können manche Transpersonen aus medizinischen Gründen, beispielsweise chronischen Krankheiten, keine Geschlechtsangleichung vornehmen lassen.
Transgeschlechtlichkeit wurde besonders unter der alten Bezeichnung „Transsexualität“ lange Zeit als Krankheit gewertet und als solche behandelt. Auch Klassifikationssysteme wie der ICD-10 und DSM-IV führten Transgeschlechtlichkeit (unter anderen Namen) als Krankheit. Inzwischen ist diese Ansicht wissenschaftlich wie auch rechtlich überholt, die daraus entstehende Pathologisierung und Stigmatisierung von Transmenschen wird von der Medizin wie auch ihren neueren Klassifikationssystemen nicht mehr vorgenommen. Häufigkeit und Schwere psychosomatischer Erkrankungen und Depressionen liegen nicht in Transgeschlechtlichkeit an sich begründet, sondern hängen in hohem Maß vom individuellen Umfeld ab. Psychische Krankheiten oder Störungen, die zu einer unter Umständen fälschlichen Selbsteinschätzung als trans führen, sind selten.
Durch geschlechtsangleichende Maßnahmen wird der entstandene Leidensdruck in der Regel aufgehoben, Folgeerscheinungen wie Depressionen oder Suizidalität verschwinden überwiegend. Die häufig vorgebrachte Behauptung, geschlechtsangleichenden Maßnahmen hätten langfristig negative Auswirkungen auf die psychische Gesundheit von Transpersonen, ist wissenschaftlich nicht belegt und teilweise widerlegt. So gaben bei einer wissenschaftlichen Befragung im Jahr 2014 im Vereinigten Königreich 67 % aller Befragten, die noch keine geschlechtsangleichende Maßnahmen vorgenommen hatten, an, Suizidgedanken zu haben. Nach medizinischen, geschlechtsangleichenden Maßnahmen gaben nur noch 3 % an, unter Suizidgedanken zu leiden.
In Großbritannien wurde 2022 die Behandlungsrichtlinie des National Health Service dahingehend abgeändert, dass der Einsatz von Pubertätsblockern auf klinische Studien beschränkt wurde. Als Grund wurden fehlende Erkenntnisse zu der Behandlung mit Pubertätsblockern genannt und ein primär psychotherapeutischer Ansatz empfohlen. Der Deutsche Ärztetag forderte 2024, den Einsatz von Pubertätsblockern und Hormontherapien stärker abzuwägen.

### Diagnostik
Da die Folgen chirurgischer Transformationsmaßnahmen irreversibel und weitreichend sind, ist eine sorgfältige Diagnostik unumgänglich. Die Diagnose für das Vorliegen einer geschlechtlichen Inkongruenz und die Notwendigkeit geschlechtsangleichender Maßnahmen werden im Rahmen eines individuellen diagnostischen und begleitendem Prozesses geklärt. Eine S3-Leitlinie Geschlechtsinkongruenz, Geschlechtsdysphorie und Trans-Gesundheit wurde im Oktober 2018 von der Deutschen Gesellschaft für Sexualforschung herausgegeben. Laut dieser dient die Diagnose dazu, den Zugang zu weiteren psychotherapeutischen und medizinischen Behandlungen zu ermöglichen. Die Diagnose basiert in der Regel auf der Selbstbeschreibung des Behandlungsuchenden. Alltagserprobung und begleitende Psychotherapie sind nicht mehr als Voraussetzungen für geschlechtsangleichende Maßnahmen vorgesehen.
In einer früheren Version der Internationalen Klassifikation der Krankheiten (ICD-10) existierte die Diagnose „Transsexualismus“ (F64.0), definiert als der „Wunsch, als Angehöriger des anderen Geschlechtes zu leben und anerkannt zu werden“. Die 11. Auflage (ICD-11, veröffentlicht 2018, international gültig seit 2022) enthält die Diagnose „Geschlechtsinkongruenz“ (HA60), die unter „Zustände im Zusammenhang mit sexueller Gesundheit“ eingeordnet ist und damit nicht mehr den Charakter einer psychischen Störung hat.
Die 5. Auflage des Diagnostic and Statistical Manual of Mental Disorders (DSM-5, gültig seit 2013, revidiert 2022) führt die vergleichbare Diagnose „Geschlechtsdysphorie“ weiterhin als psychische Störung. Im Fokus steht der anhaltende Leidensdruck. Im Vergleich zum DSM-IV wurde der Begriff der „Geschlechtsidentitätsstörung“ aufgegeben und es werden erstmals auch Geschlechter jenseits von männlich und weiblich berücksichtigt, ohne diese notwendig zu pathologisieren.

### Maßnahmen
Die medizinischen Maßnahmen dienen dazu, den Körper so weit als möglich dem Geschlecht anzugleichen; die immer noch häufige Bezeichnung Geschlechtsumwandlung ist schon von daher nicht korrekt. Außerdem lassen sich einige Geschlechtsmerkmale wie das Erbgut der (äußerlich unsichtbaren) Chromosomen nicht umwandeln.
Aktuell mögliche Maßnahmen bestehen aus Hormonersatztherapie, geschlechtsangleichenden Operationen und gegebenenfalls weiteren Maßnahmen wie beispielsweise der dauerhaften Entfernung des Bartes durch eine Epilation und chirurgischer Gesichtsfeminisierung (facial feminization surgery, FFS).
Bei der Hormontherapie, bzw. Hormonersatztherapie (HET, auch englisch HRT, hormone replacement therapy) ist es wichtig, die dauerhafte körperliche und psychische Verträglichkeit der hormonellen Behandlung und ihrer Auswirkungen zu prüfen. Der Patient muss umfassend über deren Folgen aufgeklärt und darüber informiert werden, dass die hormonelle Behandlung lebenslang erfolgen muss, um Schäden durch hormonelle Defizite zu vermeiden.
Bei der Hormonbehandlung werden die Sexualhormone des körperlichen Zielgeschlechts zugeführt und die Bildung der körpereigenen Sexualhormone unterdrückt. Sie leitet eine Art zweite Pubertät und damit die Entwicklung der sekundären Geschlechtsmerkmale ein. Bei Transfrauen wird die Hormonbehandlung oft durch eine Behandlung mit Antiandrogenen ergänzt. Bei jugendlichen Transpersonen wird oftmals zunächst der Beginn der ersten Pubertät durch pubertätsverzögernde Hormone (Pubertätsblocker) aufgeschoben, was einen reversiblen Vorgang darstellt. Damit wird Zeit für die endgültige Entscheidung für oder gegen weitere medizinische Maßnahmen zu gewinnen, bevor körperliche Veränderungen einsetzen. Pubertätsblocker sind reversibel.
Bei trans* Frauen ändert sich die körperliche Fettverteilung in eine weibliche Richtung, u. a. im Gesicht, an Hüften und Gesäß. Die Betroffenen bekommen einen Busen (Gynäkomastie, individuell je nach Anlage sehr unterschiedlich). Die Körperbehaarung kann etwas zurückgehen; eine vorhandene starke Körperbehaarung wird jedoch von der Hormonbehandlung meist nur wenig beeinflusst und verlangt normalerweise nach einer weiteren Behandlung durch Epilation; ähnliches gilt für den Bartwuchs. Testosteronbedingter Haarausfall wird gestoppt, kann sich teilweise auch zurückbilden, eine bereits vorhandene Glatzenbildung (bei älteren Menschen) kann jedoch nicht durch Hormone rückgängig gemacht werden. Die Hoden schrumpfen, die Produktion von Sperma bleibt aus (Hodenatrophie). Die Libido wird normalerweise schwächer, außer in Fällen, wo die Betroffenen die Hormonmedikation bewusst eher niedrig halten. Langfristig bildet sich die Muskulatur zurück und die körperliche Belastbarkeit sinkt.
Entsprechend wird bei trans* Männern die Haut grobporiger, das Fett verlagert sich von der Hüfte hin zur Taille, die körperliche Leistungsfähigkeit nimmt in Folge weiteren Muskelaufbaus zu. Bartwuchs setzt ein, die Körperbehaarung kann zunehmen (je nach individueller Anlage sehr unterschiedlich) und die Patienten bekommen einen Stimmbruch. Die Klitoris wird größer, und das Testosteron bewirkt ein Ende der Regelblutungen und häufig eine Intensivierung der Libido. Langfristig kommt es bei manchen trans* Männern auch zu einer männlichen Glatzenbildung.
Vollständig rückgängig machen lassen sich die Auswirkungen (oder Schädigungen) der ersten, biologischen Pubertät nicht. Eine Umwandlung oder Ausbildung der primären Geschlechtsorgane ist ausgeschlossen. Zum Vermeiden gesundheitlicher Schäden durch Hormonmangel ist eine lebenslange HET erforderlich. Bei fachgerechter medizinischer Betreuung sind unerwünschte Nebenwirkungen einer HET selten.
Da bei einer geschlechtsangleichenden Operation die körpereigenen Keimdrüsen entfernt werden, führt diese zwangsläufig zur Unfruchtbarkeit.

## Trans in der Kunst

### Filme und Serien
Einer der ersten deutschen Filme, der sich ausdrücklich dem Transgender-Thema widmet, ist Vor Transsexuellen wird gewarnt (Transexual Menace), eine TV- und Kino-Dokumentation aus dem Jahr 1996 von Rosa von Praunheim über die gleichnamige US-amerikanische Aktionsgruppe transidenter Menschen. Der französische Spielfilm Mein Leben in Rosarot von Alain Berliner ist 1997 einer der ersten Filme zum Thema Transgender-Kinder. 2000 schrieb und inszenierte Michael Verhoeven den Fernsehfilm Enthüllung einer Ehe, der das damals noch tabuisierte Thema dem breiteren Fernsehpublikum näherbrachte; dafür gewann er 2001 den Robert-Geisendörfer-Preis. Inzwischen werden auch höher budgetierte Produktionen über Transgender-Themen gedreht, wie der US-amerikanische Musical-Film Hedwig and the Angry Inch von John Cameron Mitchell 2001, das Roadmovie Transamerica von Duncan Tucker 2005 oder die US-amerikanisch-britische Filmbiografie The Danish Girl von Tom Hooper 2015. Es existieren auch eine Reihe an Produktionen, die Trans-Themen im Subtext enthalten, wie beispielsweise Matrix (1999).

### Musik
- 2012: Horst und Monika – Lied von Die Orsons featuring Cro[253]
- 2024: The Code – Lied von Nemo[254]

### Transgeschlechtliche Kunstschaffende
- Romy Haag (* 1951), deutsche Sängerin, Schauspielerin, Tänzerin und ehemalige Nachtclubbesitzerin
- Kim Petras (* 1992), deutsche Sängerin und Songwriterin, lebt in Los Angeles
- Anohni (* 1971), britische Sängerin und Songwriterin
- Wendy Carlos (* 1939), US-amerikanische Komponistin und Elektronikmusikerin
- Die Wachowski-Schwestern, Filmemacherinnen und Schafferinnen der Matrix-Filmreihe
- Elliot Page (* 1987), kanadischer Schauspieler
- Laura Jane Grace (* 1980), US-amerikanische Sängerin und Gitarristin

### Computerspiele
- 2018: Celeste, von mehreren Transpersonen entwickelt[255] und mit einer Transperson als Protagonistin[256], thematisiert ohne direkte Erwähnung verschiedene transgeschlechtliche Erfahrungen.[257][258][259]

## Ausgewählte Biographien
- Man into woman: The first sex change – a portrait of Lili Elbe. Herausgegeben von Niels Hoyer. Jarrolds 1933, Neuausgabe: Blue Boat Books, London 2004 (englisch).
- Christine Jorgensen: A personal Autobiography. San Francisco 1967 / Neuauflage: Cleis Press, 2000. (Autobiographie, englisch).
- Jan Morris: Conundrum: Bericht von meiner Geschlechtsumwandlung. Piper, München 1975, ISBN 3-492-02112-3 (Autobiographie, deutsche Ausgabe)
- Romina Cecconi – Io la Romanina – perche’ sono diventato donna. Prima Edizione. Vallecchi, Firenze 1976. (Autobiographie italienisch).
- Romy Haag – Eine Frau und mehr. Quadriga, Berlin, 1999, ISBN 978-3-88679-328-0.
- Duncan Fallowell &, April Ashley: April Ashley’s Odyssey. Jonathan Cape, 1982, ISBN 978-0-224-01849-4 (Autobiographie, englisch).
- Renate Anders: Grenzübertritt – Eine Suche nach geschlechtlicher Identität, Fischer, 1984, ISBN 978-3-596-23287-1 (Autobiographie, deutsch)
- Coccinelle par Coccinelle. Editions Filipacchi, Paris 1987, ISBN 978-2-85018-586-1. (Autobiographie, französisch).
- Marie-Pierre Pruvot: Marie parce que c’est jolie. Editions Bonobo, 2007 (Autobiographie, französisch).
- Hannah Winkler: Fe-Male: Hinein in den richtigen Körper, Schwarzkopf & Schwarzkopf, 2014 (Autobiographie, deutsch), ISBN 978-3-86265-337-9
- Pari Roehi: Mein bunter Schatten, Neues Leben, 2016, (Autobiographie, deutsch), ISBN 978-3-355-01851-7
- Lynn Conway: Autobiographie auf ihrer Website (deutsch); ohne Datum, abgerufen im Januar 2018.
- Niki Trauthwein: Peter Pan in Hamburg. Gert-Christian Südel: Transpionier, Aktivist und Überlebenskünstler. Lit Verlag, Berlin 2020, ISBN 978-3-643-14698-4 (eingeschränkte Vorschau in der Google-Buchsuche)
- Niki Trauthwein: Das Leben von Antonio de Erauso, Die geschlechtliche Identität einer baskischen Person in den frühen Kolonien Südamerikas, LIT Verlag, Berlin, 2021